# Escuela Politécnica Nacional
La Escuela Politécnica Nacional, o EPN, es una universidad pública, de grado y posgrado, ubicada en Quito (Ecuador). Reconocida por la investigación y la educación en ciencias básicas, ingenierías y tecnología, ofrece programas doctorales, de maestría y de grado. 
Fue fundada, en primera instancia, por el presidente Gabriel García Moreno en 1869 y, luego de su cierre en 1876, fue reabierta casi treinta años después, en la década de 1930. La EPN fue acreditada en la categoría A, en el año 2009, por el ex Consejo Nacional de Evaluación y Acreditación de la Educación Superior del Ecuador (CONEA) y en el 2013 por el Consejo de Evaluación, Acreditación y Aseguramiento de Calidad del Sistema de Educación Superior (CEAACES).Además de esto en junio del 2020 la Quacquerelli Symonds Rankings dio a conocer el listado de las mejores universidades a nivel Latinoamérica, entre las que se encuentra en el puesto 106 la Escuela Politécnica Nacional, además también aparece en otro listado del mismo Ranking pero a nivel mundial en el puesto 800-850. La EPN también es una de las mejores universidades ecuatorianas en el campo de las carreras técnicas. Desde 2012 pertenece a la Red Ecuatoriana de Universidades para Investigación y Postgrados.

## Historia[2]
Fue fundada, con otro nombre, el 27 de agosto de 1869, mediante decreto expedido por la Convención Nacional del Ecuador, por iniciativa del presidente Gabriel García Moreno, con el fin de contar con un centro de investigación y formación de profesionales en ingeniería y ciencias de alto nivel. Para este propósito, García Moreno solicitó apoyo a la Compañía de Jesús. Llegaron, en efecto, varios sacerdotes jesuitas muy jóvenes, alemanes e italianos, para hacerse cargo del Instituto Superior Politécnico y del Observatorio Astronómico de Quito. Entre estos científicos estuvieron Juan Bautista Menten (primer decano-director), Franz Theodor Wolf, Luigi Sodiro, José Kolberg (Joseph Kolberg), Emilio Muellendorf, Luis Dressel, Armando Wenzel, Cristian Boetzkes, José Epping, Eduardo Brugier, Luis Heiss, Alberto Claessen, P. Clemente Faller y José Honshteter.

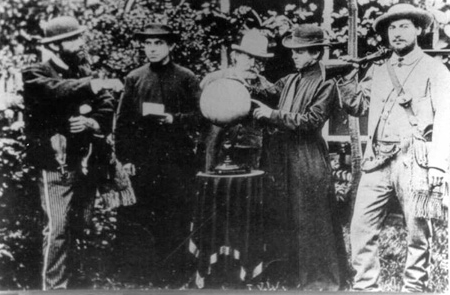
Fundadores de la Escuela Politécnica Nacional, 5 de junio de 1869.

Esta Escuela Politécnica jesuita tuvo una existencia muy corta. Luego de crisis interna entre los religiosos y también debido a razones políticas, el 15 de septiembre de 1876 el presidente Borrero la cerró. Muchos de los profesores, entre ellos el botanista Luigi Sodiro, continuaron su labor educativa en la Universidad del Ecuador (actual Universidad Central), continuando, así, el legado de la primera politécnica. El 28 de febrero de 1935, el presidente Velasco Ibarra firma el decreto de reapertura de la EPN, destinada a estudios de Matemáticas, Cosmografía, Física, Química Aplicada, Electrotecnia, Ingeniería Minera y Geología. El 4 de junio de 1946, mediante decreto expedido por el presidente Velasco Ibarra en su segunda magistratura, se cambia la denominación de Instituto Superior Politécnico por el de Escuela Politécnica Nacional, con el cual ha venido funcionando ininterrumpidamente hasta nuestros días.
En 1964, se trasladó de su campus de La Alameda al Campus Politécnico actual siendo Rector el Ingeniero José Rubén Orellana Ricaurte.

## Campus
La Escuela Politécnica Nacional, también conocida como EPN es una universidad pública, ubicada en Quito, Ecuador. El Observatorio Astronómico de Quito es uno de los más antiguos en América del Sur.
El Campus José Rubén Orellana ubicado en el sector centro-oriental de la ciudad de Quito, ocupa un área de 152.000 m2 (15,2 ha), dispone de un área construida de alrededor de 62.000 m². Su población estudiantil es alrededor de 10 000 de los cuales alrededor del 30% es femenino y el 70% es masculino. Posee varias bibliotecas con un contenido inclinado a ingenierías y ciencias.
Dirección: Ladrón de Guevara E11-253, Quito 170517
Mascota Oficial: Strigiformes
Fundador: Gabriel García Moreno
Fundación: 1869
Teléfono: (02) 297-6300
Estudiantes Universitarios: 10 000

## Centro de lenguas Escuela Politécnica Nacional
ETS utiliza ambos evaluadores humanos y métodos de calificación automatizados para ofrecer una imagen completa y precisa de la capacidad de un tomador de la prueba. Mientras que los modelos de calificación automatizados tienen ventajas, no sirven para medir la eficacia de la respuesta de la lengua y la adecuación de su contenido. Se necesitan evaluadores humanos para asistir a una variedad más amplia de características, tales como la calidad de las ideas y contenidos, así como la forma.
Además, los estudios han demostrado que le pide diseñado para la puntuación totalmente automatizada han sido más vulnerables a impulsar específica preparación y respuestas memorizadas .
El examen TOEFL utiliza la puntuación automatizada para complementar puntuación humana para las dos tareas de la sección de escritura. Combinando el juicio humano para el contenido y significado, y la puntuación automatizada de rasgos lingüísticos, asegura, las puntuaciones de calidad consistente

## Facultades

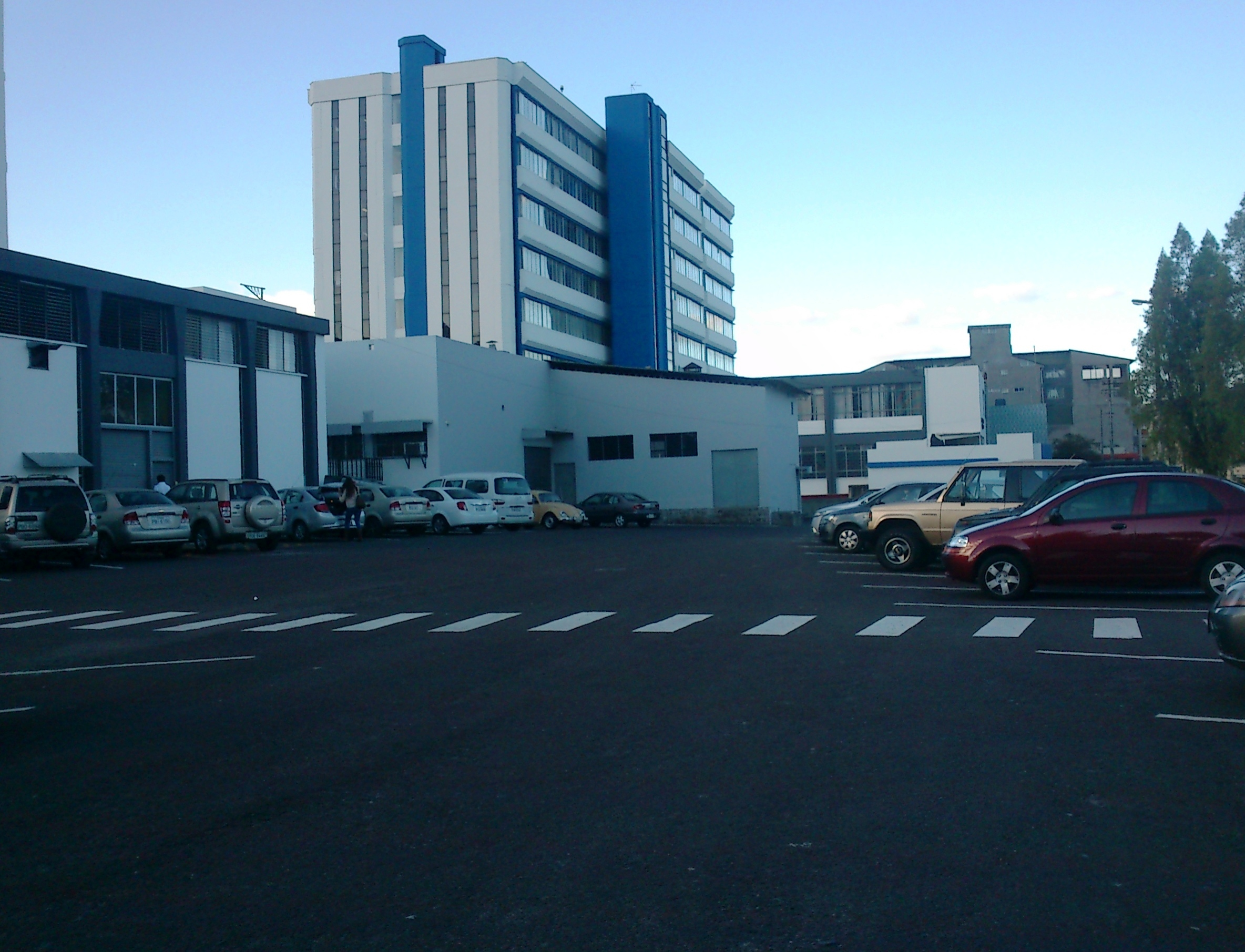
Facultad de Ingeniería Eléctrica y Electrónica

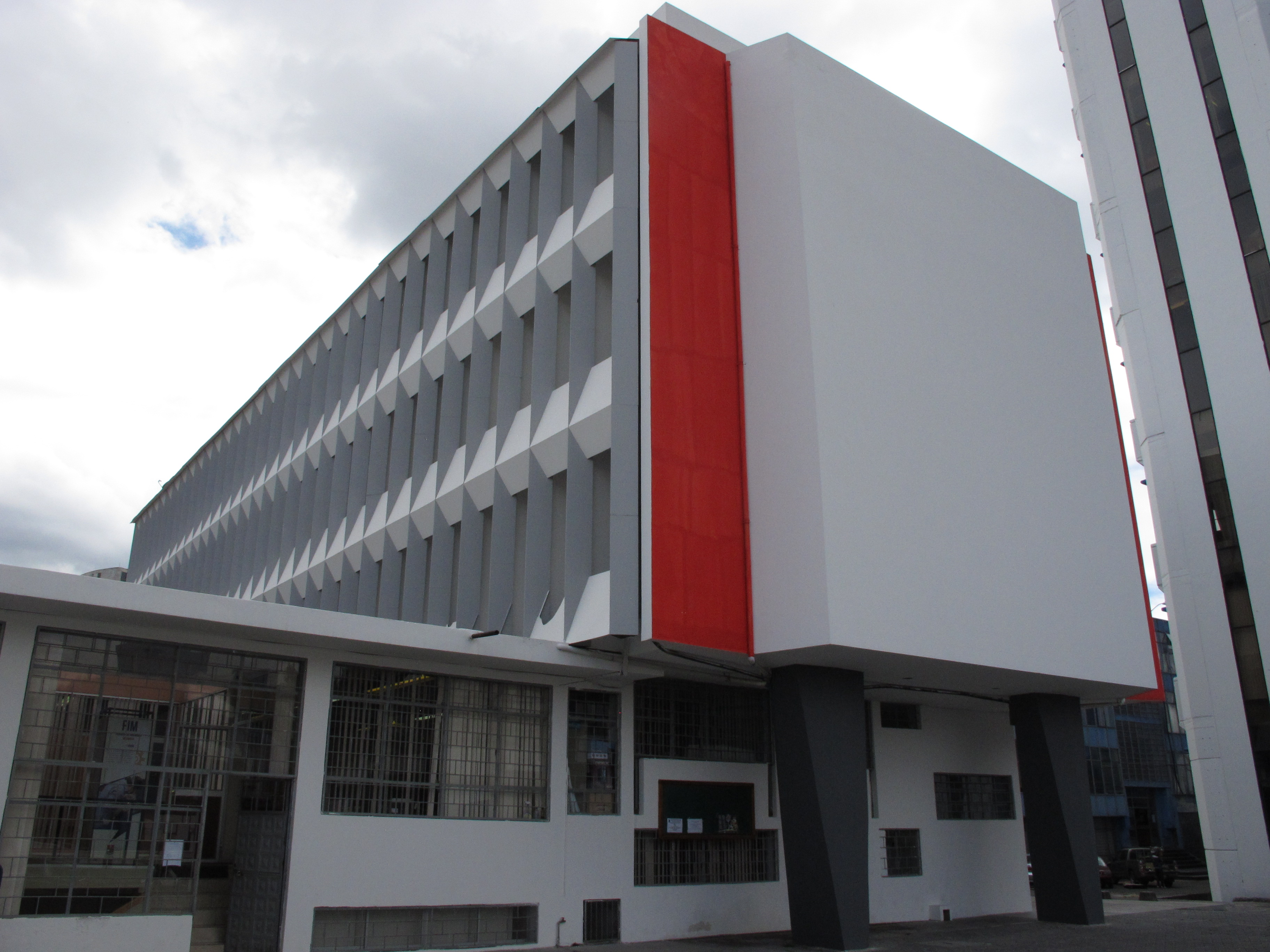
Facultad de Ingeniería Mecánica

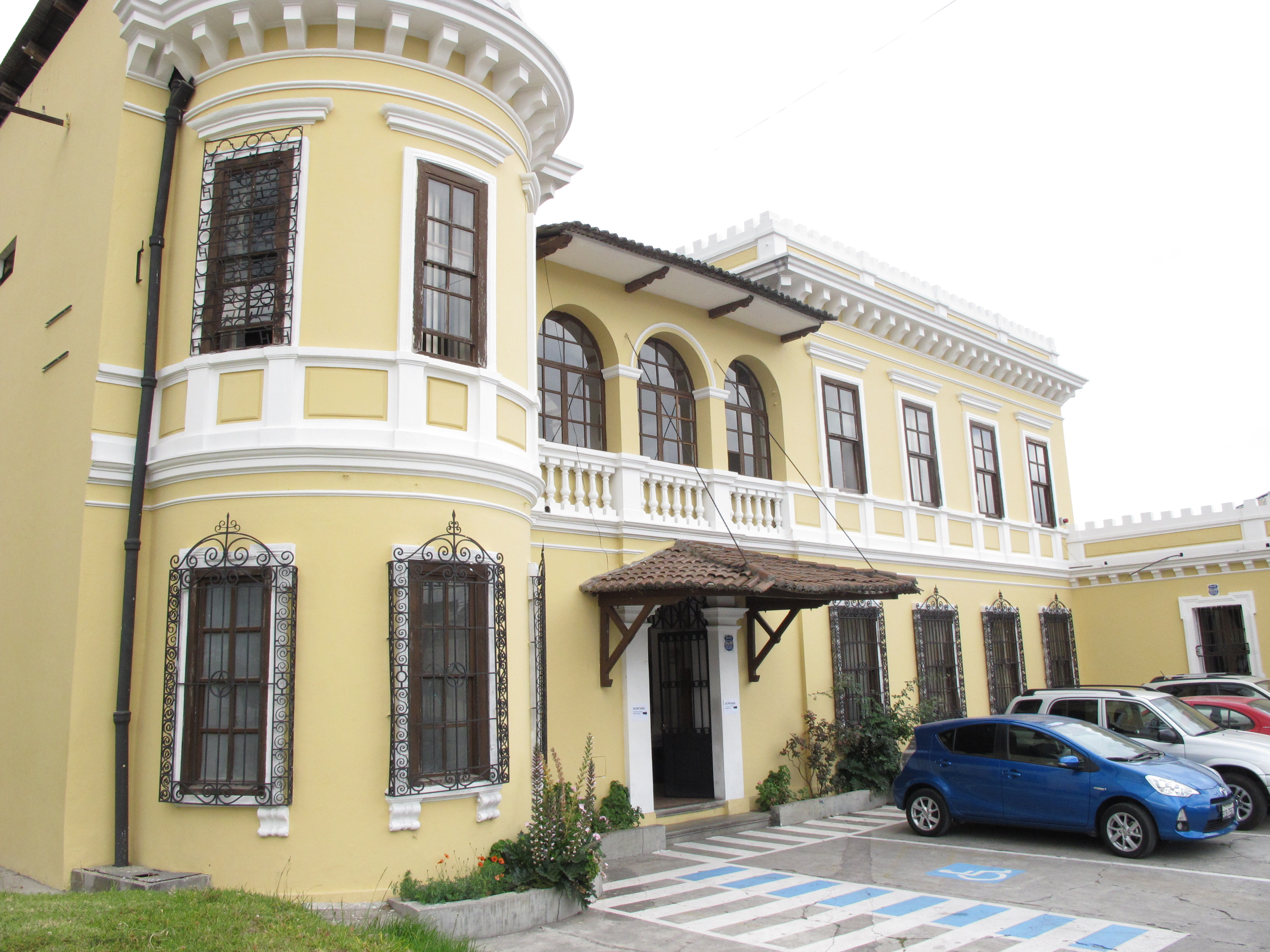
Antigua Facultad de Ciencias Administrativas

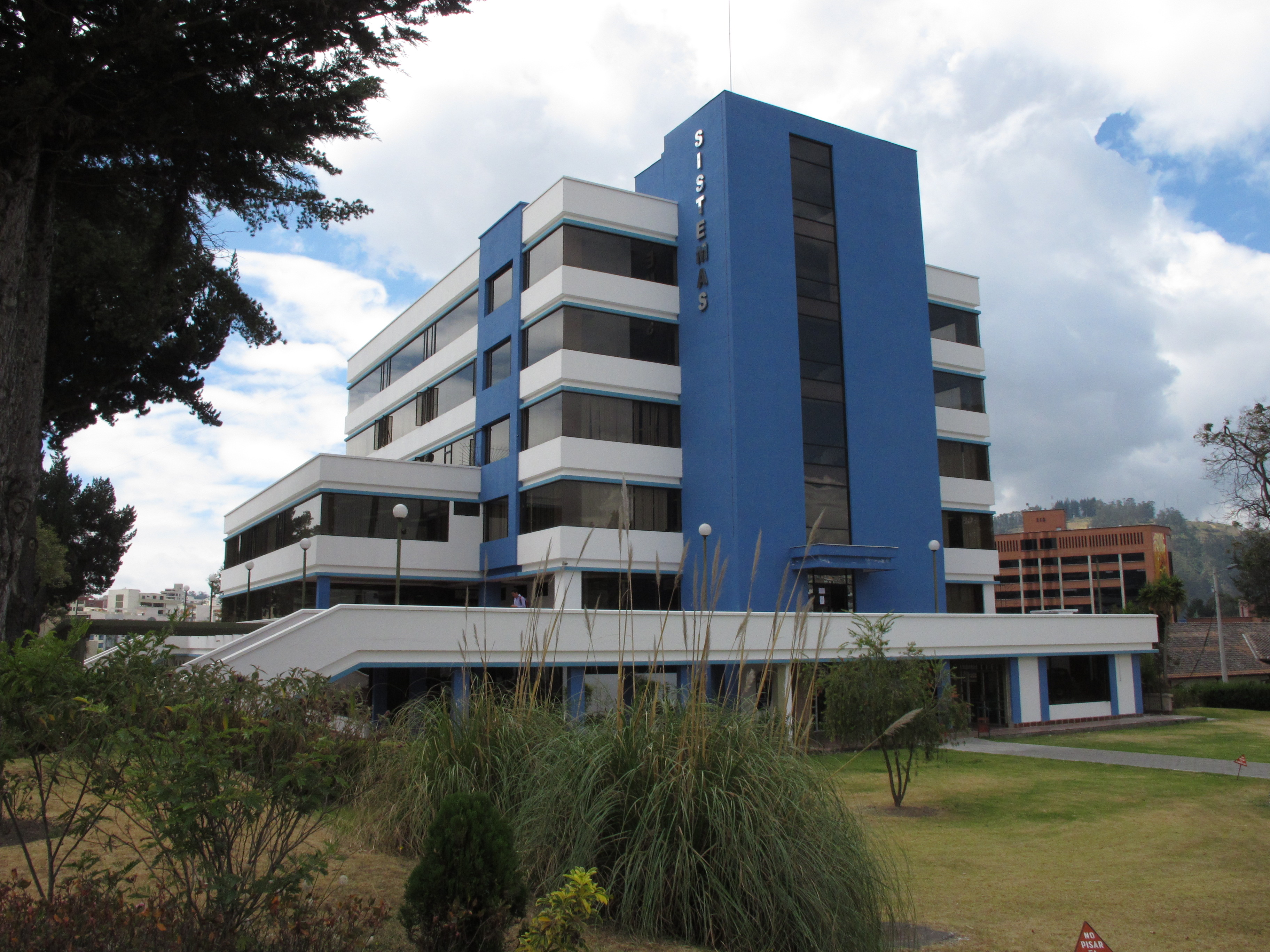
Facultad de Sistemas

La Escuela Politécnica Nacional consta de 9 facultades que albergan 6 carreras de tecnología superior, 24 carreras de pregrado, 22 maestrías y 6 doctorados en postgrado. Dichas especialidades pertenecen al campo del conocimiento de las ciencias, ingeniería y formación tecnológica.

### Facultad de Ciencias (FC)
La creación de la Facultad de Ciencias se remonta al establecimiento de la EPN en 1869. Su principal función es promover el avance científico, centrándose particularmente en la Física y la Matemática. Su meta fundamental es preparar a los estudiantes para la investigación científica, estimulando su capacidad de comprensión y creatividad, fomentando actitudes críticas y un espíritu de dedicación que los habilite para analizar la realidad con el fin de generar cambios.

### Facultad de Ciencias Administrativas (FCA)
La Facultad de Ciencias Administrativas se origina en la fundación del Programa de Postgrado en Gerencia Empresarial en 1978. Este programa fue establecido con el propósito de proporcionar una formación adicional a profesionales de diversas disciplinas, en respuesta a las demandas del mercado en ese momento. Más adelante, en 1999, se introdujeron las carreras de pregrado de Ingeniería Empresarial, Ingeniería Económica y Financiera, e Ingeniería en Administración de Procesos.

### Facultad de Ingeniería Civil y Ambiental (FICA)
La Ingeniería Civil es una de las disciplinas pioneras que se establecieron a nivel mundial, estando presente desde los inicios de la EPN en 1869. En 1965, la Junta Militar de Gobierno dictaminó la creación del Instituto de Hidráulica y la Facultad de Ingeniería Hidráulica en la Politécnica. Con el tiempo, debido al crecimiento y la importancia de otras áreas relacionadas, esta facultad se transformó en la actualidad en la Facultad de Ingeniería Civil y Ambiental.
Esta facultad cuenta con el personal y los laboratorios necesarios para llevar a cabo estudios sobre sistemas hidráulicos y análisis experimental de diversas obras de ingeniería. Ha contribuido en el diseño y estudio de numerosas obras de infraestructura a nivel nacional, incluyendo la presa Amaluza del proyecto Paute, la presa del Agoyán, la presa la Esperanza, el control de inundaciones del río Bulu Bulu, la presa de Misbaque, modelos de obras y geomorfología del río Jubones, así como numerosos proyectos de obras de menor envergadura.

### Facultad de Ingeniería Eléctrica y Electrónica (FIEE)
La Facultad de Ingeniería Eléctrica y Electrónica se remonta a la creación del "Instituto de Electrotecnia e Hidráulica" establecido en 1945, reconociendo la importancia futura de aprovechar los recursos hídricos del país para la generación de energía eléctrica. En 1962, esta institución comenzó a ofrecer especializaciones en Ingeniería de Potencia, y en 1964 se introdujo la carrera de Ingeniería en Electrónica y Telecomunicaciones. Durante la década de los ochenta, la industria empezó a reemplazar los sistemas de control electromecánicos con automatismos electrónicos basados en tecnología digital. Este cambio impulsó la creación de la carrera de Ingeniería en Electrónica y Control en agosto de 1981.

### Facultad de Ingeniería en Geología y Petróleos (FGP)
En 1869, con la fundación de la EPN, se inicia la especialización en Geología bajo la dirección del científico Teodoro Wolf. Aunque se cerró temporalmente, se reabrió en 1945, graduando la primera promoción de Ingenieros Geólogos en 1951.
En 1970, en las nuevas instalaciones de la EPN, surge la Facultad de Geología, Minas y Petróleos para abordar las necesidades de la época, incursionando en la industria de hidrocarburos en áreas como exploración, desarrollo, explotación, transporte y comercialización del petróleo, así como en todos los aspectos de la Geología.
Hoy en día, esta facultad se conoce como la Facultad de Ingeniería en Geología y Petróleos, que se compone de dos departamentos: el Departamento de Geología, enfocado en investigación geológica para la planificación territorial, gestión de recursos naturales y desarrollo sostenible, y el Departamento de Petróleos, centrado en operaciones hidrocarburíferas y gestión ambiental.

### Facultad de Ingeniería Mecánica (FIM)
En 1961, en consonancia con el crecimiento industrial, la Facultad de Ingeniería Mecánica fue fundada, dando inicio a la carrera de ingeniería mecánica. Esta facultad comenzó su labor con una orientación proveniente de Alemania y equipamiento inicial proporcionado por la UNESCO, con el propósito de formar profesionales capacitados en los principios fundamentales de calor, fuerza, conservación de la masa y la energía. Estos profesionales serían capaces de analizar sistemas físicos estáticos y dinámicos, así como diseñar máquinas y mecanismos capaces de soportar cargas significativas. En su primer año, la facultad acogió a 60 estudiantes.

### Facultad de Ingeniería Química y Agroindustrial (FIQA)
Establecida en 1947, la Facultad de Ingeniería Química y Agroindustrial lleva a cabo sus actividades a través de varios departamentos, incluyendo Metalurgia Extractiva, Ciencia de Alimentos y Biotecnología, Ciencias Nucleares e Ingeniería Química. Más de 1000 graduados de esta facultad han contribuido de manera responsable y profesional al desarrollo de la industria nacional. Sus laboratorios y plantas piloto, únicos en el país y reconocidos internacionalmente, ofrecen una amplia gama de servicios y análisis, conocidos por su fiabilidad, confidencialidad y calidad.
Con más de medio siglo de experiencia, la facultad ha ganado la confianza de más de 1500 clientes nacionales e internacionales. Estos clientes provienen de diversos sectores, como minería, metalurgia, petróleo, metalurgia mecánica, cerámica, cemento, alimentos, biotecnología, pintura, caucho, textil, floricultura, agricultura, restauración, tecnologías de radiación, medio ambiente, comercialización de productos químicos, reciclaje, gestión de desechos tóxicos y peligrosos, medios de comunicación, peritajes legales e instituciones gubernamentales.

### Facultad de Ingeniería de Sistemas (FIS)
En 1985, en respuesta al crecimiento significativo en el campo de la computación e informática, se estableció la primera Facultad de Ingeniería de Sistemas en el país. El objetivo principal era formar profesionales competentes en el desarrollo de software, gestión de sistemas informáticos, sistemas de información y otras disciplinas relacionadas.
En el año 2001, se creó la Maestría en Gestión de las Comunicaciones y Tecnologías de la Información en la EPN. Esta iniciativa tenía como propósito formar profesionales con la capacidad de gestionar, analizar, sintetizar, seleccionar y aplicar eficazmente los procesos vinculados a las comunicaciones y tecnologías de la información.

### Escuela de Formación de Tecnólogos (ESFOT)
La historia de los Tecnólogos de la Escuela Politécnica Nacional (EPN) se remonta a 1967, cuando surgió como parte de la Facultad de Ingeniería Eléctrica. Posteriormente, se independizó a través del Centro de Cómputo, y en 1987 se consolidó como el Instituto de Tecnólogos. Más tarde, en 1990, adoptó su nombre actual: Escuela de Formación de Tecnólogos, conocida como ESFOT.
Durante casi medio siglo, ESFOT ha formado a miles de profesionales en diversas áreas tecnológicas, incluyendo Electrónica y Telecomunicaciones, Electromecánica, Computación, Construcciones Civiles, Procesos de Producción Mecánica, Mantenimiento Industrial y la más reciente Agua y Saneamiento Ambiental.

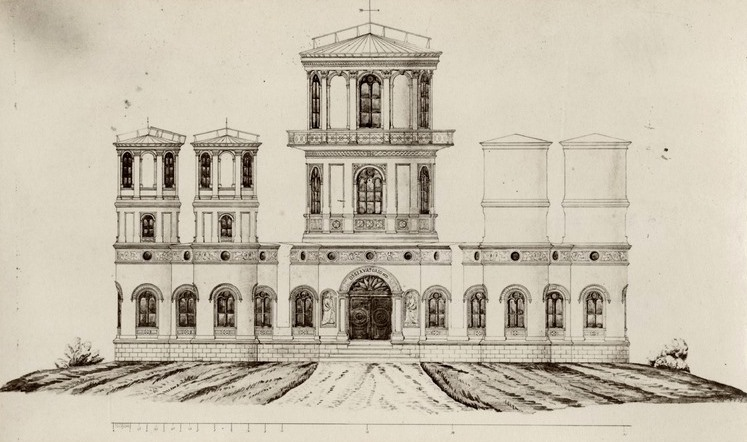
Concepción artística del Observatorio, según el padre Ludwig Dressel (1873).

Hoy en día, al igual que todas las Facultades de la EPN, ESFOT se adapta y cumple con los reglamentos, normativas y directrices establecidas por los organismos de educación superior del estado y los órganos colegiados de la institución. Siempre priorizando la calidad educativa con el objetivo de ser reconocidos como una universidad de clase A.
ESFOT se compromete con diversas actividades docentes, como diseño curricular, autoevaluación, acreditación de carreras, rediseño curricular, unidad de titulación, plan de capacitación, plan de mejora, proyección social y proyectos de investigación. Además, están en marcha proyectos importantes, como el plan estratégico y de procesos, la renovación del personal académico y administrativo, la modernización de la infraestructura física y laboratorios, y el logro del reconocimiento legal a largo plazo, que permitirá su crecimiento y expansión.

## Departamentos
La universidad cuenta con 23 departamentos, adscritos a las distintas facultades, que son los encargados de desarrollar programas de investigación, servicios de docencia, actividades de extensión y prestación de servicios orientados a satisfacer las necesidades de la comunidad en el ámbito de su especialidad.

### Departamento de Física (DF)
DF, adscrito a la Facultad de Ciencias, cuenta con laboratorios de investigación adecuados y personal suficiente para participar en la ejecución de proyectos de investigación que impliquen colaboración con centros nacionales e internacionales. Estos proyectos estarán enfocados en abordar los problemas tecnológicos del país y contribuirán al posicionamiento del Departamento en el ámbito del desarrollo científico y tecnológico nacional.

### Departamento de Matemática (DM)
DM, adscrito a la Facultad de Ciencias, se dedica a la investigación pura y aplicada en matemáticas para campos del conocimiento que requieren un desarrollo estratégico en las fuerzas productivas y de servicios del país, en el contexto de la globalización económica, científica y técnica. Su objetivo es potenciar la capacidad productiva y la toma de decisiones mediante la adaptación o creación de tecnologías que permitan un mejor uso de los recursos. Además, ofrece asesoría y apoyo técnico en proyectos multidisciplinarios desarrollados por la Escuela Politécnica Nacional, contribuyendo así a la búsqueda de soluciones a problemas nacionales.

### Departamento de Biología (DB)
DB, adscrito a la Facultad de Ciencias, contribuye al desarrollo científico y cultural, así como a la conservación de la biodiversidad del Ecuador a través de estudios zoológicos y paleontológicos. Estos estudios proporcionan una base sólida para el uso sustentable de los recursos biológicos y para la divulgación científica sobre los mismos. Además, el departamento se enfoca en aportar a la educación ambiental del país mediante actividades diseñadas para este fin en el área de Educación Ambiental.

### Departamento de Economía Cuantitativa (DEC)
DEC, adscrito a la Facultad de Ciencias, es una entidad interdisciplinaria de investigación en Economía Cuantitativa que reúne a profesores e investigadores de la Facultad de Ciencias de la Escuela Politécnica Nacional (EPN). Su función principal radica en la formación académica de profesionales en Economía y en Ingeniería en Ciencias Económicas y Financieras, además de contribuir al análisis y la búsqueda de soluciones a los desafíos económicos de la sociedad. El DEC se guía por sus líneas de investigación principales: Economía del Bienestar, Economía Industrial y Política Económica.

### Departamento de Ciencias Administrativas (DEPCA)
DEPCA, adscrito a la Facultad de Ciencias Administrativas, se enfoca en tres pilares fundamentales: la creación de conocimiento relevante para la gestión organizacional, la divulgación de este conocimiento a través de acciones de formación en las diferentes carreras de la EPN, y la aplicación de dicho conocimiento para la prestación de servicios dirigidos a organizaciones y a la sociedad ecuatoriana en general. Esto se hace para satisfacer las demandas de docencia e investigación en el área de las ciencias administrativas requeridas tanto por las carreras de la EPN como por la sociedad ecuatoriana en su conjunto, garantizando así la formación de profesionales con el más alto nivel académico.

### Departamento de Estudios Organizacionales y Desarrollo Humano (DESODEH)
DESODEH, adscrito a la Facultad de Ciencias Administrativas, busca generar conocimiento a través de la investigación, la divulgación científica, la gestión y el desarrollo de las capacidades humanas. Esto se hace con el propósito de contribuir activamente a la transformación de los entornos organizacionales, buscando el bienestar de las personas. El enfoque se adapta a los cambios políticos, sociales y económicos actuales, y el principal aporte se realiza desde la gestión científica.

### Departamento de Automatización y Control Industrial (DACI)
DACI, adscrito a la Facultad de Ingeniería Eléctrica y Electrónica, se especializa en el desarrollo de programas y proyectos de investigación aplicada, así como en la prestación de servicios a diversos sectores, abarcando áreas como la automatización industrial, control electrónico, instrumentación, sistemas de supervisión y adquisición de datos, instrumentación virtual, aplicaciones biomédicas, controladores programables (PLC), comunicaciones industriales y control de procesos. Colabora estrechamente con empresas e instituciones para ofrecer soluciones innovadoras que contribuyan al avance tecnológico y al desarrollo económico regional.

### Departamento de Energía Eléctrica (DEE)
DEE, adscrito a la Facultad de Ingeniería Eléctrica y Electrónica, se dedica a la creación, desarrollo y ejecución de proyectos académicos, de investigación y vinculación en áreas relacionadas con la Ingeniería Eléctrica, con el objetivo de alcanzar la excelencia en todos los aspectos de su trabajo y promover los intereses nacionales. Cuenta con un equipo de profesores altamente calificados, tanto en el ámbito científico como profesional, para brindar un sólido respaldo académico a las carreras de Ingeniería Eléctrica, Control, Electrónica, Telecomunicaciones y Redes de Información, así como a los programas de postgrado en Ciencias de la Ingeniería Eléctrica, Administración de Negocios del Sector Eléctrico, Sistemas Eléctricos de Distribución y Redes Eléctricas Inteligentes, a nivel de Diplomado Superior, Especialización y Maestría.

### Departamento de Electrónica, Telecomunicaciones y Redes de Información (DETRI)
DETRI, adscrito a la Facultad de Ingeniería Eléctrica y Electrónica, se enfoca en crear, desarrollar y ejecutar proyectos académicos, de investigación y de extensión en las áreas del conocimiento relativas a la Ingeniería Electrónica en Telecomunicaciones y Redes de Información. Además de planificar y ejecutar programas y proyectos de Investigación y Extensión, que fomenten el desarrollo de tecnologías para el beneficio de la comunidad.

### Departamento de Ingeniería Mecánica (DIM)
DIM, adscrito a la Facultad de Ingeniería Mecánica, se compromete a abordar los desafíos del mundo actual, caracterizado por su complejidad y dinamismo, mediante el desarrollo del talento humano en el ámbito de la Ingeniería Mecánica. En este sentido, busca fomentar una simbiosis entre el ser humano y la tecnología computacional, con el objetivo de crear una interacción que permita a nuestros estudiantes generar mapas mentales racionales y aprender de ellos.

### Departamento de Materiales (DMT)
DMT, adscrito a la Facultad de Ingeniería Mecánica, tiene como objetivo principal contribuir a la resolución de las demandas científico-tecnológicas del país en el campo de los Materiales de Ingeniería. Esto se logra mediante la investigación científica aplicada, la vinculación con la sociedad, la prestación de servicios y la transferencia de conocimientos científico-técnicos. Además, DMT se enfoca en la formación de académicos y profesionales en ingeniería mecánica, promoviendo valores de solidaridad y pensamiento crítico, capacitándolos para contribuir al bienestar de la comunidad.

### Departamento de Ingeniería Química (DIQ)
DIQ, adscrito a la Facultad de Ingeniería Química y Agroindustria, ofrece asesoría técnica en una amplia gama de áreas, incluyendo mecánica de fluidos, transferencia de masa, diseño de plantas industriales, balance de masa y energía, análisis instrumental, ingeniería de la reacción y petróleos. Esta asesoría se proporciona para apoyar tanto a empresas e industrias como a instituciones académicas en la resolución de problemas específicos, el diseño de procesos y la optimización de operaciones relacionadas con la ingeniería química y sus aplicaciones industriales.

### Departamento de Ciencias de Alimentos y Biotecnología (DECAB)
DECAB, adscrito a la Facultad de Ingeniería Química y Agroindustria, ofrece una combinación excepcional de recursos, incluyendo un equipo de técnicos altamente experimentados y modernas instalaciones de laboratorios y plantas piloto. Independientemente de la presentación de su producto, estamos preparados para asistirle en su desarrollo, mejora, innovación y resolución de problemas tecnológicos, así como en el control de su calidad en aspectos químicos, reológicos, nutricionales, microbiológicos o sensoriales. Nuestra capacidad de proceso abarca desde el nivel de laboratorio hasta la escala semi-industrial, lo que nos permite trabajar en diferentes etapas de producción. Además, ofrecemos servicios de asesoramiento y soluciones directamente en las instalaciones del cliente. Fomentamos la innovación y la creatividad para satisfacer las demandas de investigación y aplicación en el área de bioprocesos, ofreciendo alternativas económicas y productivas para optimizar procesos, reutilizar subproductos y promover la sostenibilidad ambiental.

### Departamento de Ciencias Nucleares (DCN)

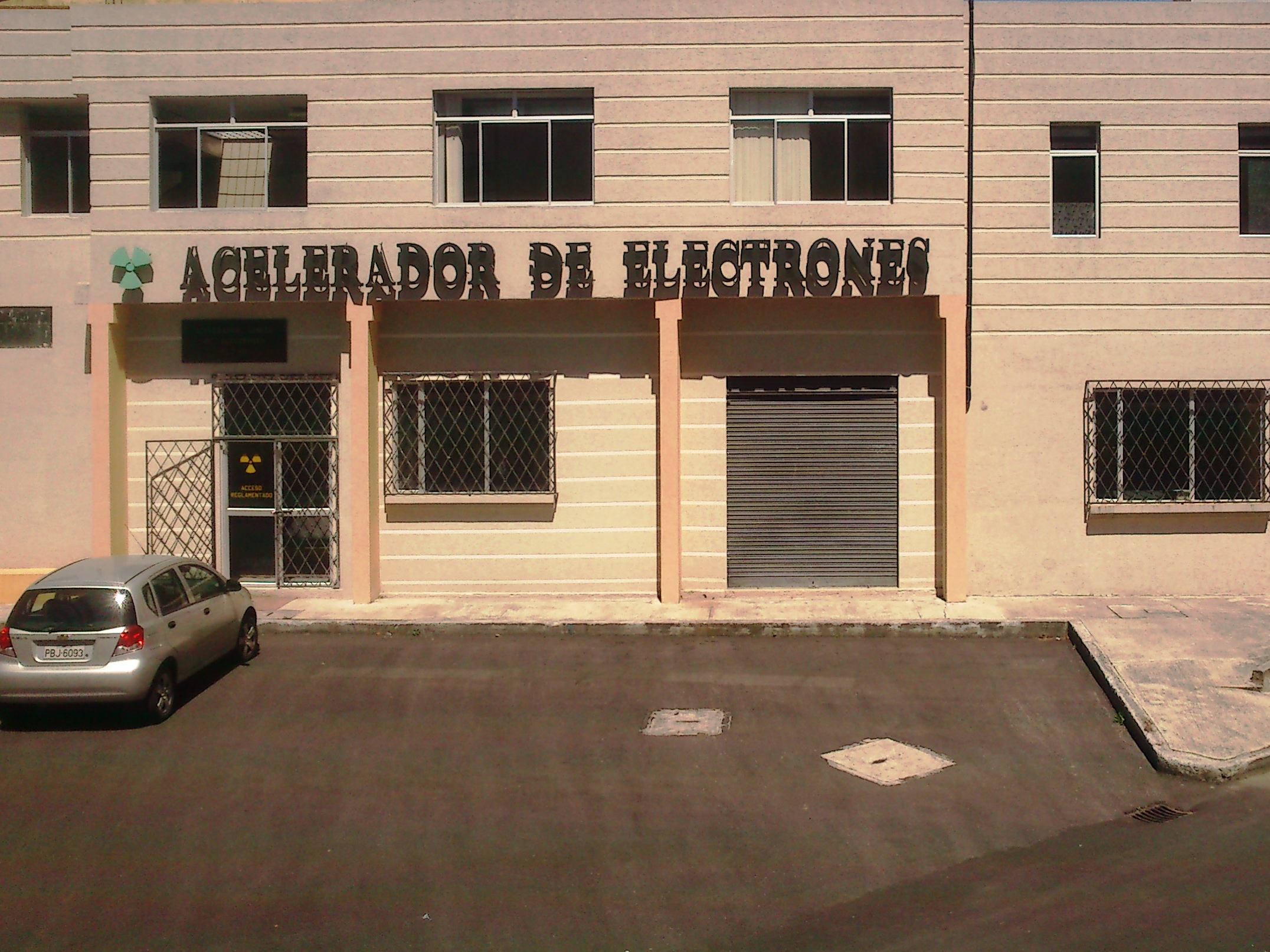
Acelerador lineal de electrones, perteneciente al Departamento de Ciencias Nucleares.

DCN, adscrito a la Facultad de Ingeniería Química y Agroindustria, es el único en el Ecuador y tiene la gran infraestructura, relacionada con infraestructura de irradiación como fuente de cobalto 60 y el procesamiento por haz de electrones. La instalación de un Cobalto - 60 irradiador, con una actividad inicial de 20.000 Curie, se terminó en 1974. En 1985, un Acelerador de partículas se instaló en EPN y luego en 2000, el Departamento de Ciencias Nucleares se creó a EPN y tenemos la mayor infraestructura de irradiación con fuente de Cobalto-60 y el procesamiento por haz de electrones.
En 1958, la investigación con isótopos radiactivos se centraron principalmente en la función de la tiroides con I-131 se inició en el Departamento de Aplicaciones Biomédicas. En 1959, los Departamentos de Aplicaciones a la agricultura y la medicina fueron creados.
A finales de 1966, la Organismo Internacional de Energía Atómica envió el experto británico Dr. Ivan Birchall para dar consejos durante la organización de la sección de Dosimetría. El experto hizo el control radiológico de todas las instalaciones en el país el uso de máquinas que trabajan con rayos X y las fuentes radiactivas, con la colaboración del personal del Instituto de Ciencias Nucleares. Más tarde, el OIEA envió el experto austríaco, Dr. Norbert Vana, para capacitar a los técnicos del Instituto de Ciencias Nucleares en termoluminiscentes técnicas de dosimetría.
Departamento de Ciencia Nuclear tiene un LAE tiene un Acelerador lineal de Electrones ELU - 6U con electrones de energía de hasta 7 MeV y encienda viga a 5 kW, de fabricación rusa, fabricado por Techsnabexport y donado por la Agencia Internacional de Energía Atómica (OIEA) . El proceso de irradiación es continua, a través de una cinta transportadora, con una capacidad diaria de cinco toneladas.

### Departamento de Metalurgia Extractiva (DEMEX)
DEMEX, adscrito a la Facultad de Ingeniería Química y Agroindustria, es un centro ubicado en el campus de la Escuela Politécnica Nacional que se centra en la investigación aplicada en el área de los recursos minerales y el medio ambiente, con el foco principal en el procesamiento de minerales, extractiva metalurgia y tratamiento de efluentes y reciclaje de materiales industriales.
El Departamento de Metalurgia Extractiva proporciona un análisis, pruebas a escala de laboratorio, pruebas a escala piloto, un laboratorio integrado, y una planta piloto con la capacidad de procesar y analizar químicamente de absorción atómica, la mineralogía óptica y Cristalografía de rayos X.

### Departamento de Informática y Ciencias de la Computación (DICC)
DICC, adscrito a la Facultad de Ingeniería de Sistemas, es el referente principal de la EPN en el ámbito del conocimiento y aplicación de las Tecnologías de la Información y Comunicación (TICs). Este departamento ejerce una influencia significativa en la opinión pública nacional y se dedica al desarrollo de proyectos de investigación tecnológica aplicada y generativa, los cuales abordan problemas de relevancia nacional.

### Departamento de Ingeniería Civil y Ambiental (DICA)
DICA, adscrito a la Facultad de Ingeniería Civil y Ambiental, mantiene una estrecha vinculación académica en la formación de los estudiantes de las carreras de Ingeniería Civil y Ambiental. Este departamento se encarga de proporcionar a los estudiantes los conocimientos teóricos y prácticos necesarios para sobresalir en estos campos de estudio. Además de la enseñanza en el aula, DICA puede ofrecer oportunidades de prácticas, pasantías y proyectos de investigación para complementar la formación académica de los estudiantes y prepararlos para enfrentar los desafíos del mundo real en ingeniería civil y ambiental.

### Departamento de Geología (DG)
DG, adscrito a la Facultad de Ingeniería en Geología y Petróleos, se dedica a la investigación geológica con el fin de contribuir a la planificación territorial, al aprovechamiento sostenible de los recursos naturales y al desarrollo sostenible del país. Además, ofrece servicios profesionales en diversos campos relacionados con las ciencias de la tierra, centrándose especialmente en el desarrollo responsable y oportuno de la industria minera, así como en la protección y gestión de los recursos naturales con el objetivo de minimizar el impacto ambiental. Asimismo, se encarga del análisis y la gestión de riesgos naturales para garantizar la seguridad y el bienestar de la población.

### Departamento de Petróleos (DP)
DP, adscrito a la Facultad de Ingeniería en Geología y Petróleos, se enfoca en satisfacer las demandas científico-técnicas del país en el área hidrocarburífera. Esto lo logra a través de una interacción dinámica con los diversos actores de la sociedad, llevando a cabo investigación científica y brindando formación profesional y académica a ciudadanos con capacidad de liderazgo. Además, se compromete con la prestación de servicios de consultoría externa con el objetivo de impulsar el desarrollo sostenible y sustentable de la industria petrolera y del país en su conjunto.

### Departamento de Formación Básica (DFB)
DFB tiene la responsabilidad de coordinar, planificar, dirigir, ejecutar y evaluar las asignaturas de formación básica compartidas con otras unidades académicas de la Escuela Politécnica Nacional. Esto se hace con el fin de optimizar los recursos institucionales y asegurar la excelencia académica de los estudiantes.
Además, el DFB lleva a cabo actividades de investigación y extensión, tanto de forma independiente como en colaboración con otras unidades de la institución. Estas actividades se centran en nuevas tecnologías aplicadas a la educación y otros temas emergentes en este ámbito.
El departamento también administra el curso de nivelación para bachilleres, conforme a los estándares del Sistema Nacional de Nivelación y Admisión, requerido para el ingreso a las distintas carreras que ofrece la Escuela Politécnica Nacional.
Existen tres tipos de cursos de nivelación ofrecidos en la institución: en Ingeniería y Ciencias, en Empresarial y Económicas, y en Tecnologías. Estos cursos están diseñados para atender la diversidad de perfiles y niveles profesionales, garantizando la calidad académica.
El propósito fundamental de estos cursos es reforzar los conocimientos básicos en diversas áreas de las ciencias para que los bachilleres estén mejor preparados para continuar con éxito su formación profesional.

### Departamento de Ciencias Sociales (DCS)
DCS promueve a través de la investigación, la enseñanza y la extensión, la formación humanística, el conocimiento de la realidad nacional y mundial, así como el desarrollo de la responsabilidad social dentro de la comunidad politécnica. Buscamos facilitar un compromiso más efectivo con las demandas de la sociedad. Además, contribuimos con una visión multidisciplinaria de las actividades académicas de la Escuela Politécnica Nacional mediante estudios en el ámbito humanístico y social.

### Instituto Geofísico
El Instituto Geofísico, que forma parte de la EPN, es el principal instituto dedicado a determinar el riesgo sísmico y volcánico en el país, labor importante debido a que el Ecuador se encuentra en el Cinturón de Fuego del Pacífico. Junto con equipos internacionales de Sismología y Vulcanología, monitorea las Islas Galápagos y el Cinturón de Fuego del Pacífico.
El 14 de agosto de 2015, el Instituto Geofísico reportó dos explosiones del volcán Cotopaxi. ceniza cae en el sur de Quito Instituto Geofísico Escuela Politécnica Nacional reportó que el 13 de agosto, a las 17:21, se detectó un enjambre de sismos que duró hasta las 18:06. El sismo más grande de este enjambre ocurrió a las 17:23 y tuvo una magnitud 2.7.
Volcán Cotopaxi que está dando el mayor susto en este momento está experimentando una gran cantidad de nueva actividad ha sido registrado ya partir de la 2015 y es está bajo vigilancia constante por parte del Instituto Geofísica de EPN.
En el 25 de mayo de 2015, Isla Wolf (Galápagos) tenido una irrupción volcánica y ahora está siendo monitoreado por Geofísica Instituto Escuela Politécnica Nacional 
En un informe que detalla la erupción , los investigadores del Instituto Geofísico de Ecuador EPN declararon que la columna de humo alcanzó una altitud de aproximadamente 15 kilómetros.
EPN adoptó el modelo de Historia de las universidades de investigación europeas y enseñanza de laboratorio en la ciencia, Física y la ingeniería aplicada. El Instituto Geofísico, EPN monitorea en los países Volcán actividad en las montañas de los Andes de Ecuador y en las Islas Galápagos.
Volcán Tungurahua (Quichua Tungur (Garganta), Rauray (Ardor): Ardor en la garganta) es un estratovolcán activo situado en la zona andina de Ecuador. El volcán se alza en la Cordillera Oriental de Ecuador límite de las provincias de Chimborazo y Tungurahua dando nombre a esta última. La última erupción del volcán comenzó en 1999 y se mantiene en erupción hasta hoy en día, teniendo episodios violentos la más reciente el 1 de febrero de 2014.

#### Isla Wolf (reciente irrupción volcánica)
El 25 de mayo de 2015, la Isla Wolf (Galápagos) experimentó una erupción volcánica que fue monitorizada por el Instituto Geofísico de la Escuela Politécnica Nacional. 
En un informe que detalla la erupción, los investigadores del Instituto Geofísico de Ecuador EPN declararon que la columna de humo alcanzó una altitud de aproximadamente 15 kilómetros.

#### Volcán Cotopaxi (reciente irrupción volcánica)
El Volcán Cotopaxi, que ha experimentado una gran cantidad de nueva actividad, se encuentra bajo monitorización y vigilancia por parte del Instituto Nacional de Geofísica Escuela Politécnica desde el año 2015.

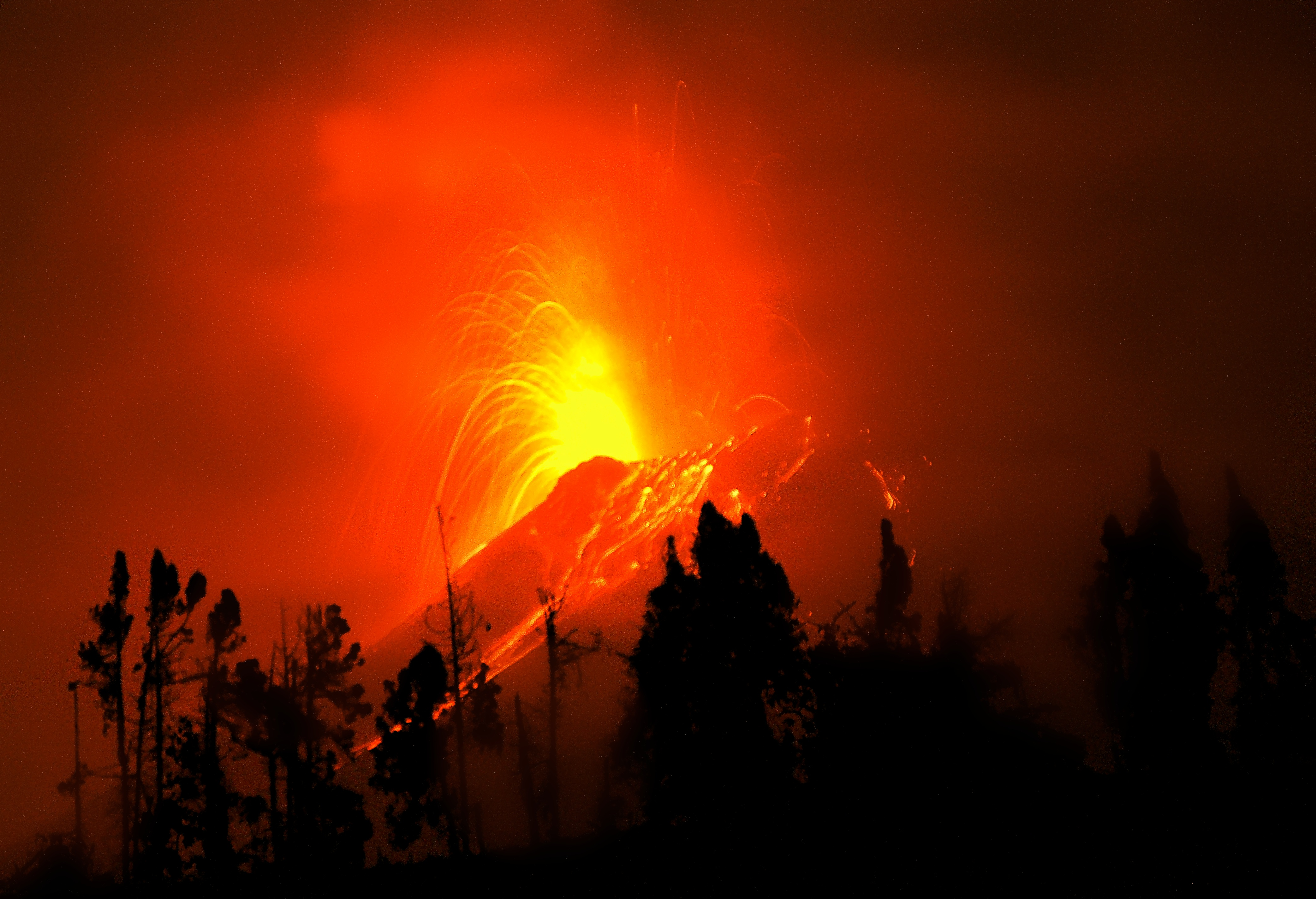
Volcán Tungurahua 2011

El volcán Cotopaxi se encuentra monitoreado por 59 estaciones del Instituto Geofísico desde agosto de 2015. Sin embargo, desde el 11 de noviembre de ese mismo año se reabre el parque nacional al disminuir la actividad del volcán.

#### Volcán Tungurahua (Continiuos irrupción volcánica)
El Volcán Tungurahua ha experimentado diferentes erupciones volcánicas en los últimos años. El Instituto Ecuatoriano de Geofísica reportó un rápido aumento en su actividad sísmica, con un número de explosiones y una nube de cenizas que alcanzó los 2 km (1,2 millas) de altura.
El 26 de abril de 2011, se producía una nueva erupción de proporciones considerables en el Volcán Tungurahua, lanzando una columna de ceniza que ascendió hasta los 12 km de altura.

## Admisión y formación académica

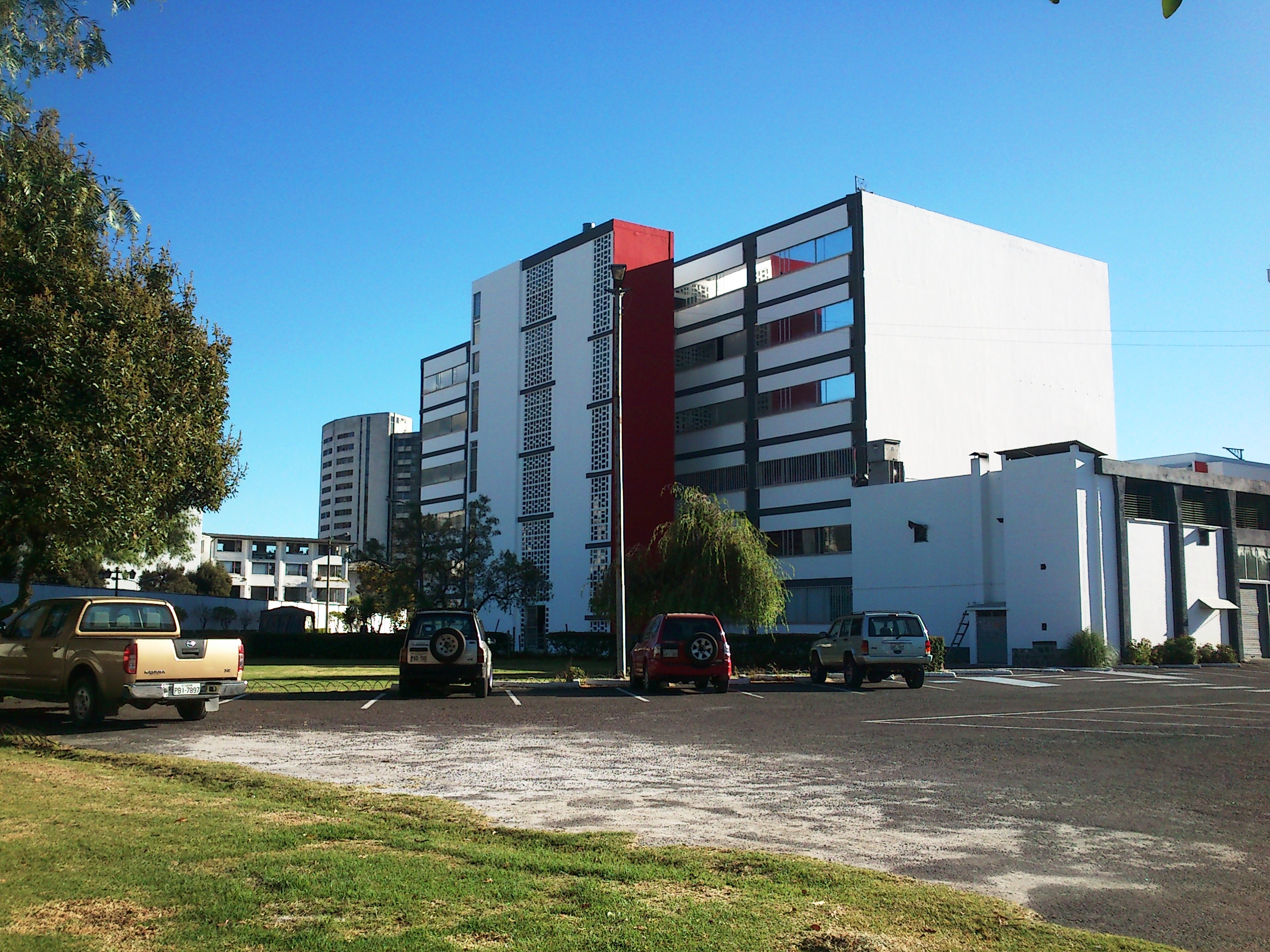
Departamento de Formación Básica

La EPN es una de las universidades más exigentes del Ecuador, el aspirante para ingresar a cualquier carrera de Ciencias, Ingeniería o Tecnología deberá inscribirse para las pruebas de admisión PAAP, en las fechas establecidas, donde al obtener el mínimo establecido, pasará al Curso Propedéutico que durará un semestre (4 meses). En caso de reprobar en una o más materias, en el siguiente periodo puede realizar una segunda matrícula de Curso Propedéutico en las materias no aprobadas. Aprobando el curso, el estudiante podrá ingresar a pregrado.
Otra forma es presentarse a los Exámenes de Ubicación, aprobando el 60% de las cuatro materias, el alumno pasará a pregrado, si aprueba dos materias irá a Curso Propedéutico.
De no aprobar una materia del curso el estudiante cuenta con tres matrículas en total, tras eso la EPN le negará otra matrícula durante dos años y no podrá inscribirse en las materias que posean más del 70% del pensum de ésta.
La universidad cuenta con ingenierías en pregrado y posgrado, además mantiene convenios con otras universidades de Ecuador y del mundo.
Desde 2012, la Escuela Politécnica Nacional se adhiere al Sistema Nacional de Nivelación y Admisión del Ecuador, para de este modo seleccionar a los estudiantes de acuerdo al cupo disponible por carrera.
La formación en ciencias básicas para nivelación académica se realiza en el Departamento de Formación Básica, la cual comprende materias como fundamentos de matemáticas, física general, química general, geometría y dibujo; además este departamento también se encarga de impartir materias básicas del pensum común en la mayoría de carreras de pregrado, por ejemplo: cálculo vectorial, álgebra lineal, ecuaciones diferenciales, probabilidad y estadística, matemáticas avanzadas para ingeniería, entre otras.

## Oferta Académica

### Tecnología Superior
| Escuela Superior de Formación de Tecnólogos | Tecnología Superior en Procesamiento Industrial de la Madera |
| Escuela Superior de Formación de Tecnólogos | Tecnología Superior en Procesamiento de Alimentos            |
| Escuela Superior de Formación de Tecnólogos | Tecnología Superior en Agua y Saneamiento Ambiental          |
| Escuela Superior de Formación de Tecnólogos | Tecnología Superior en Desarrollo de Software                |
| Escuela Superior de Formación de Tecnólogos | Tecnología Superior en Electromecánica                       |
| Escuela Superior de Formación de Tecnólogos | Tecnología Superior en Redes y Telecomunicaciones            |

### Pregrado
| Facultad                                       | Carrera                                       |
| ---------------------------------------------- | --------------------------------------------- |
| Facultad de Ciencias                           | Física                                        |
| Facultad de Ciencias                           | Matemática                                    |
| Facultad de Ciencias                           | Matemática Aplicada                           |
| Facultad de Ciencias                           | Economía                                      |
| Facultad de Ciencias Administrativas           | Ingeniería de la Producción                   |
| Facultad de Ciencias Administrativas           | Licenciatura en Administración de Empresas    |
| Facultad de Geología y Petróleos               | Ingeniería en Geología                        |
| Facultad de Geología y Petróleos               | Ingeniería en Petróleos                       |
| Facultad de Ingeniería Civil y Ambiental       | Ingeniería Civil                              |
| Facultad de Ingeniería Civil y Ambiental       | Ingeniería Ambiental                          |
| Facultad de Ingeniería Eléctrica y Electrónica | Ingeniería en Electricidad                    |
| Facultad de Ingeniería Eléctrica y Electrónica | Ingeniería en Electrónica y Automatización    |
| Facultad de Ingeniería Eléctrica y Electrónica | Ingeniería en Tecnologías de la Información   |
| Facultad de Ingeniería Eléctrica y Electrónica | Ingeniería en Telecomunicaciones              |
| Facultad de Ingeniería Mecánica                | Ingeniería en Mecatrónica                     |
| Facultad de Ingeniería Mecánica                | Ingeniería en Materiales                      |
| Facultad de Ingeniería Mecánica                | Ingeniería en Mecánica                        |
| Facultad de Ingeniería Química y Agroindustria | Ingeniería Química                            |
| Facultad de Ingeniería Química y Agroindustria | Ingeniería Agroindustrial                     |
| Facultad de Ingeniería de Sistemas             | Ingeniería de Datos e Inteligencia Artificial |
| Facultad de Ingeniería de Sistemas             | Ingeniaría en Ciencias de la Computación      |
| Facultad de Ingeniería de Sistemas             | Ingeniería en Software                        |
| Facultad de Ingeniería de Sistemas             | Ingeniería en Sistemas de Información         |

### Maestrías
| Carrera                                                                                           | Tipo          |
| ------------------------------------------------------------------------------------------------- | ------------- |
| Maestría en Electrónica y Automatización Mención Redes Industriales                               | Profesional   |
| Maestría en Electricidad Mención Redes Eléctricas Inteligentes                                    | Profesional   |
| Maestría en Ecoeficiencia Industrial Mención Eficiencia Energética                                | Profesional   |
| Maestría en Estadística Aplicada                                                                  | Profesional   |
| Maestría en Gerencia Empresarial                                                                  | Profesional   |
| Maestría en Gestión de Talento Humano                                                             | Profesional   |
| Maestría en Hidráulica Mención Diseño de Obras Hidráulicas                                        | Profesional   |
| Maestría en Ingeniería Industrial y Productividad                                                 | Profesional   |
| Maestría en Mecatrónica y Robótica                                                                | Profesional   |
| Maestría en Seguridad Industrial Mención Prevención de Riesgos Laborales                          | Profesional   |
| Maestría en Sistemas Automotrices                                                                 | Profesional   |
| Maestría en Sistemas de Gestión Integrados                                                        | Profesional   |
| Maestría en Sistemas de Información Mención Inteligencia de Negocios y Analítica de Datos Masivos | Profesional   |
| Maestría en Tecnologías de la Información                                                         | Profesional   |
| Maestría en Electrónica y Automatización                                                          | Investigación |
| Maestría en Gestión de la Ciencia y la Tecnología                                                 | Investigación |
| Maestría en Física Aplicada Mención en Nanotecnología                                             | Investigación |
| Maestría en Ingeniería Mecánica                                                                   | Investigación |
| Maestría en Materiales                                                                            | Investigación |
| Maestría en Metalurgia                                                                            | Investigación |
| Maestría en Optimización Matemática                                                               | Investigación |
| Maestría en Telecomunicaciones Mención Comunicaciones Mención Radiofrecuencia                     | Investigación |

### Doctorados
| Programa                                       |
| ---------------------------------------------- |
| Doctorado en Ciencia y Tecnología de Alimentos |
| Doctorado en Ciencias de la Mecánica           |
| Doctorado en Gestión Tecnológica               |
| Doctorado en Informática                       |
| Doctorado en Ingeniería Eléctrica              |
| Doctorado en Matemática Aplicada               |

## Centros

### Centro de Investigaciones Aplicadas a Polímeros (CIAP)
Centro de investigación y desarrollo acreditado, con normas internacionales de calidad para realizar ensayos sobre materiales polímeros, liderar la prestación de servicios y la investigación en este campo. Su misión es constituirse en el soporte del desarrollo científico.

### Centro de Transferencia Tecnológica para la Capacitación e Investigación en Control de Emisiones Vehiculares (CCICEV)
La Escuela Politécnica Nacional, el Municipio del Distrito Metropolitano de Quito y Fundación Natura conjuntamente con COSUDE, crearon el Centro de Transferencia Tecnológica para la Capacitación e Investigación en Control de Emisiones Vehiculares (CCICEV), con el propósito de llevar adelante una serie de investigaciones tendientes a mejorar la calidad del aire en el país.

### Centro de Investigación y Control Ambiental (CICAM)
Su misión es brindar servicios de análisis, soporte técnico y capacitación a la investigación e industria ambiental.

### Centro de Investigaciones y Estudios de Ingeniería de los Recursos Hídricos (CIERHI)
Centro especializado en temas de planificación de recursos hídricos, diseño, verificación y optimización de estructuras hidráulicas, hidrología superficial y subterránea, ingeniería de ríos, investigaciones y estudios de proyectos de infraestructura hidráulica en general.

### Centro de Investigación de la Vivienda (CIV)
Promueve una vigilancia epidemiológica ambiental de la vivienda y de su entorno, que incluye como actores principales a los propios residentes y con ellos a la comunidad. Su misión es asesorar, informar, investigar, contribuir a educar, influir y canalizar esfuerzos para mejorar las condiciones de vivienda del país.

### Centro Textil Politécnico (CTP)
Su compromiso es entender los requerimientos que tienen sus clientes en cuanto a las áreas de capacitación y consultoría, lingüística e intercambios culturales, aumentando su satisfacción con oportunidad, mejoramiento continuo, creatividad y visión de país.

### Centro de Multimedios (CEM)
CEM establecido el 3 de marzo de 2006, se enfoca en investigar, diseñar y producir recursos didácticos utilizando las Nuevas Tecnologías de la Información y la Comunicación (NTIC) para fortalecer el proceso de enseñanza-aprendizaje. Asimismo, ofrece capacitación en la producción y uso de estos recursos tanto a profesores como a estudiantes, con el objetivo de contribuir a la difusión del potencial científico y tecnológico de la institución, así como a la divulgación del conocimiento científico en todos los sectores de la sociedad.

### Centro de Modelización Matemática (MODEMAT)
El Centro de Modelización Matemática es un centro multidisciplinario de investigación científica que tiene por objetivo el desarrollo de nuevas técnicas matemáticas y computacionales, y la construcción de innovadores modelos matemáticos para resolver problemas provenientes de diversas áreas de aplicación.
Este centro nació en febrero del 2013, a partir del reconocimiento de las autoridades de la Secretaría Nacional de Educación Superior, Ciencia, Tecnología e Innovación (SENESCYT) y de la EPN de la importancia de consolidar la investigación en matemática aplicada como un soporte transversal para el desarrollo de otras áreas científicas y tecnológicas.
Actualmente, este centro lleva adelante proyectos de investigación en tres áreas:
- Logística y Transporte
- Optimización y Control en Procesos Industriales
- Modelización y Simulación para las Biociencias.

### Centro de Educación Continua (CEC)

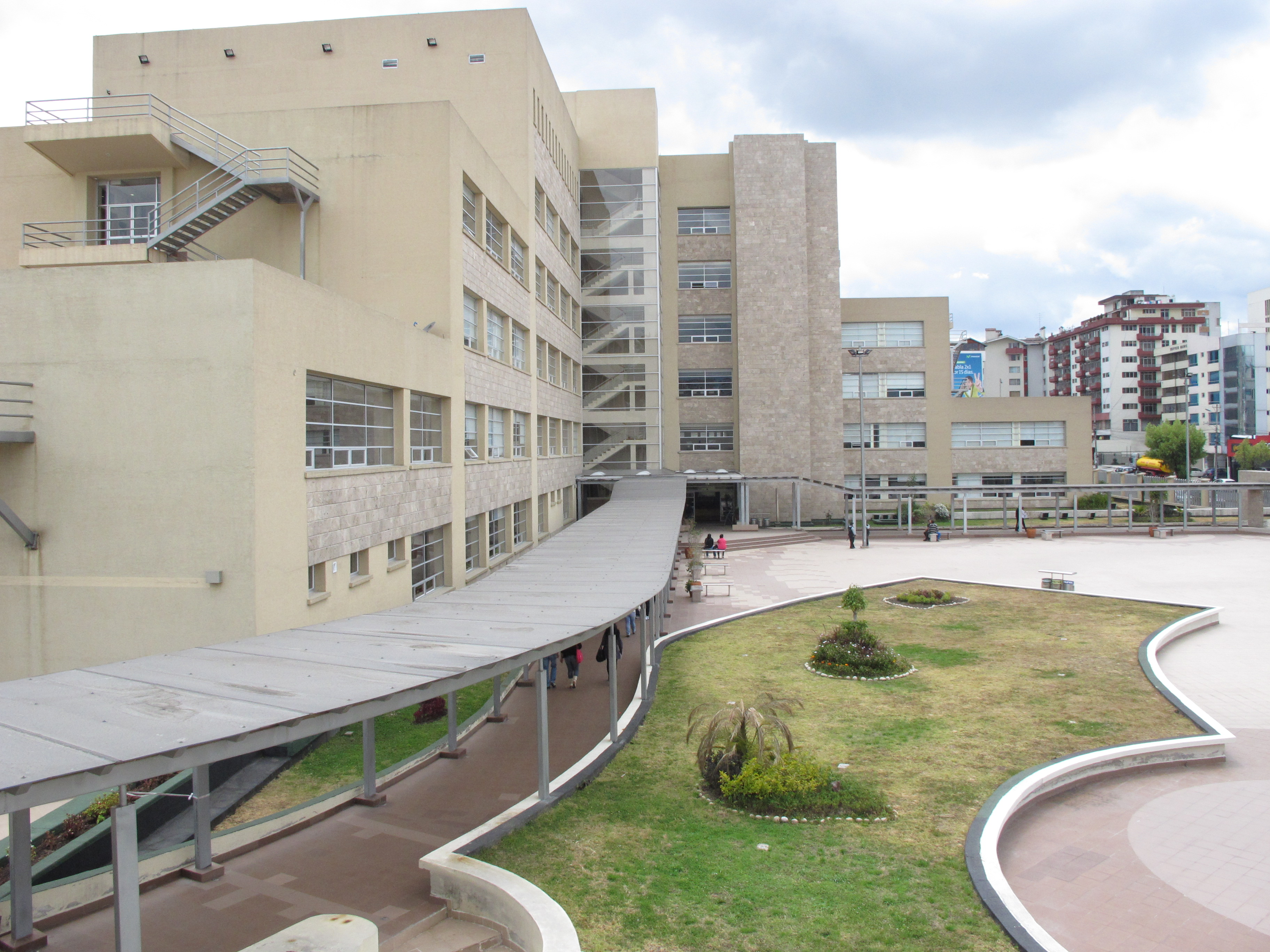
CEC-EPN edificio de aulas

El Centro de Educación Continua o CEC, es un centro de capacitación y actualización profesional; creado con la finalidad de impartir conocimientos y desarrollar actividades académicas que propendan a la actualización permanente de conocimientos de los miembros de la comunidad de la Escuela Politécnica Nacional, de los egresados de la institución, de las empresas públicas y privadas y de la comunidad en general.
Escuela Politécnica Nacional que tiene un acuerdo con WorldTeach, una organización no gubernamental que ofrece oportunidades para que los individuos hagan una contribución significativa a la educación internacional, viviendo y trabajando como maestros voluntarios en los países en desarrollo. Fundada en 1986 por un grupo de estudiantes de la Universidad de Harvard, WorldTeach coloca voluntarios en las comunidades de todo el mundo en los programas de años largos y el verano. Aproximadamente 400 voluntarios se colocan anual, con más de 7000 colocado hasta la fecha. Todos los voluntarios deben estar inscritos en o haber completado cuatro años programas universitarios, con la mayoría de los voluntarios de ser recién graduados.

### La Oficina de Programas y Servicios Internacionales (OPSI) en la EPN
La Oficina de Programas y Servicios Internacionales provee un servicio permanente y personalizado para toda la comunidad de la Escuela Politécnica Nacional.

## Otras dependencias

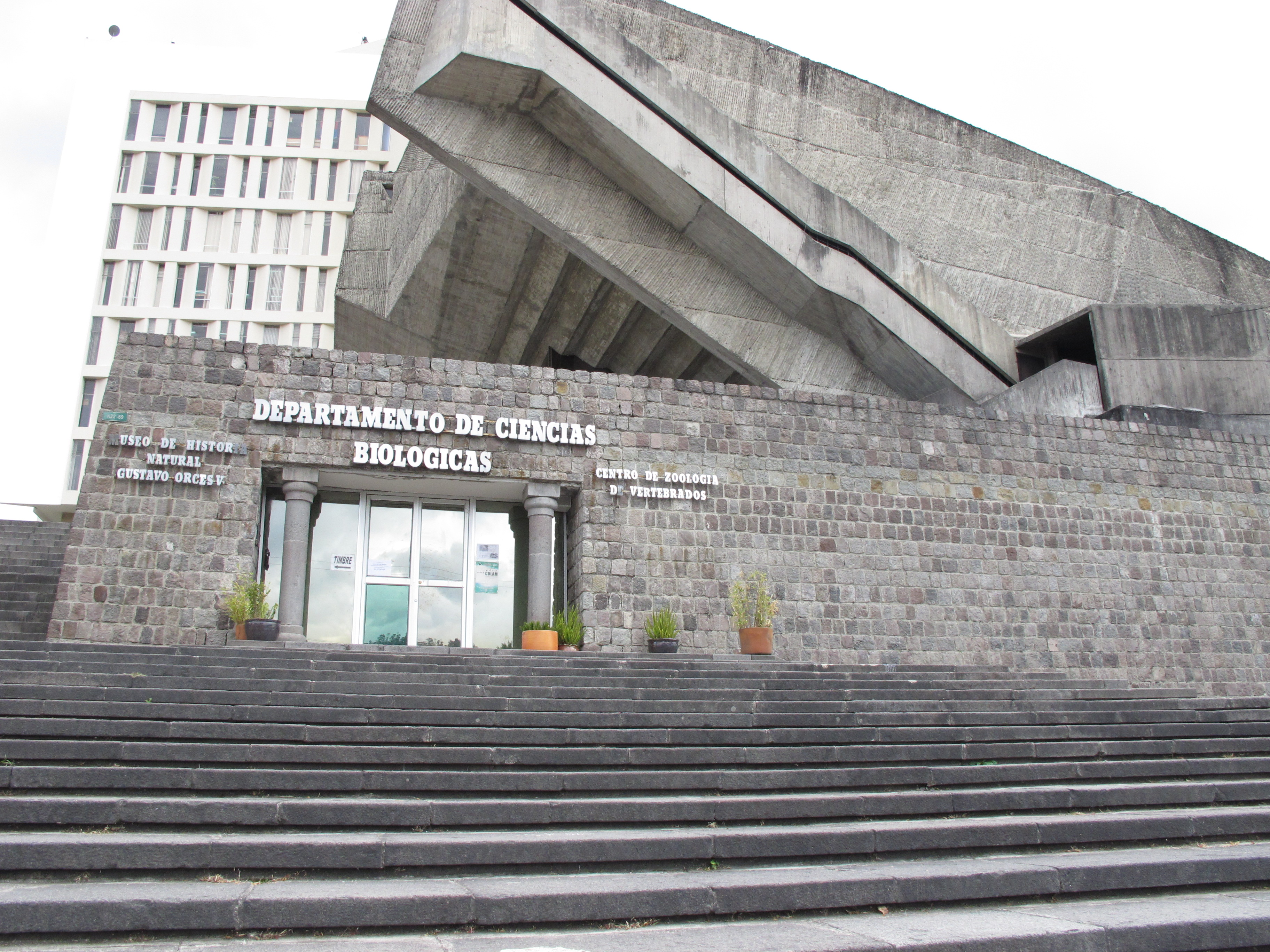
Museo Ciencias Naturales, Escuela Politécnica Nacional

### Instituto de Ciencias Biológicas
El instituto realiza investigaciones de la fauna ecuatoriana en los campos de la biodiversidad, ecología, zoología y evaluaciones de impacto ambiental y contribuye a la cultura ambiental nacional a través del Museo de Historia Natural Gustavo Galindo Orcés, mismo que contiene representaciones museológicas y colecciones de importancia para promover el interés y preocupación por el cuidado del ambiente y de los ecosistemas.

### Metalmecánica San Bartolo
Desarrolla proyectos de mantenimiento, reparación y reconstrucción de equipo pesado, para lo cual, cuenta con un espacio físico, instalaciones adecuadas, máquinas, herramientas distribuidas en varias secciones y personal técnico- administrativo calificado.
Se encuentra ubicado en Quito, Av. Pedro Vicente Maldonado 11730 y Balzar, La Metalmecánica San Bartolo es un área estratégica en el sector Industrial y automotriz de servicios tecnológicos e investigación de la Escuela Politécnica Nacional; se compromete en brindar asistencia técnica competitiva para: diseñar, fabricar, ensamblar y reconstruir elementos mecánicos; el servicio de mantenimiento en maquinaria pesada y automotriz, en todos los sistemas siguiendo los parámetros establecidos e implementados por la misma y el brindar el servicio de ensayos destructivos para neumáticos nuevos o rencauchados según normas INEN NTE 2099/2616 - 2012.
Sirve a grandes, medianas y pequeñas empresas en el campo industrial y automotriz con trabajos de calidad con un equipo humano capacitado e innovador y una infraestructura que garantiza la satisfacción plena de los clientes.
Los talleres son líderes en la oferta de servicios para el Mantenimiento Industrial y el Mantenimiento de maquinaria y equipo pesado.
Desarrolla actividades docentes con niveles adecuados de calidad, a través de capacitación y prácticas que realizan los estudiantes, coadyuvando a la formación de profesionales en las distintas áreas de formación de la Escuela Politécnica Nacional entre otras.

### Observatorio Astronómico de Quito
El Observatorio Astronómico de Quito es uno de los más antiguos en América del Sur. Fundado en 1873, el Observatorio Astronómico de Quito forma parte importante de la Escuela Politécnica Nacional. Además es el único observatorio del Ecuador, y en la actualidad es el organismo rector de la investigación, difusión y educación de las ciencias astronómicas dentro del país. En sus instalaciones se realizan investigaciones de punta, relacionadas con el desarrollo científico en las diferentes áreas de interés de estas nobles ciencias. Así mismo, la divulgación de la Astronomía es fuertemente impulsada por el Museo Astronómico que funciona en las instalaciones del Observatorio; dentro del mismo se encuentran instrumentos que datan de 1873 (año en el que fue fundado).
El Observatorio Astronómico de Quito ofrece anualmente Cursos de Verano relacionados con diferentes tópicos, dentro de las ciencias astronómicas. Estos cursos son dirigidos al público en general y permiten acercar a la comunidad con el trabajo continuo que se desarrolla en el Observatorio.

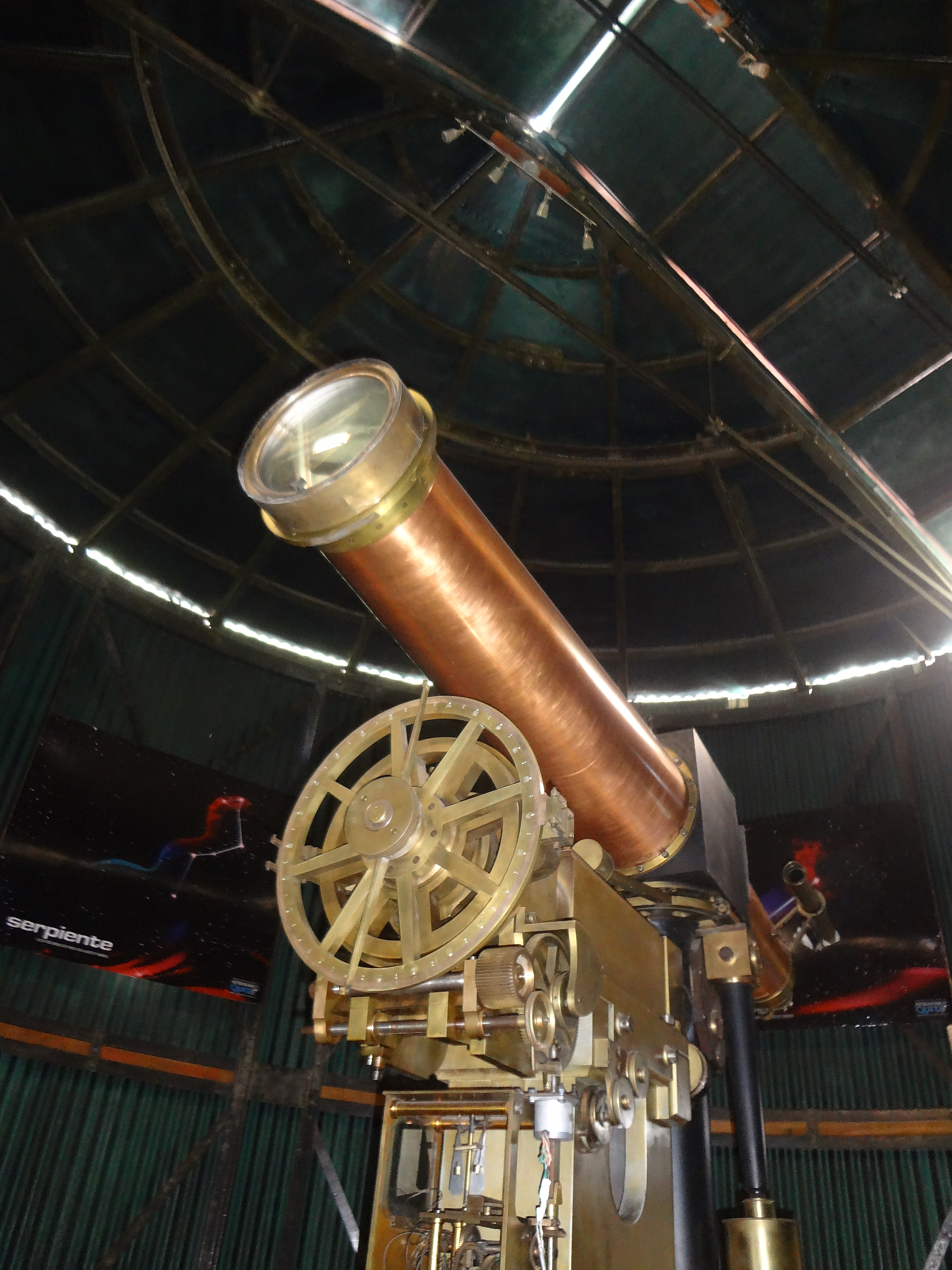
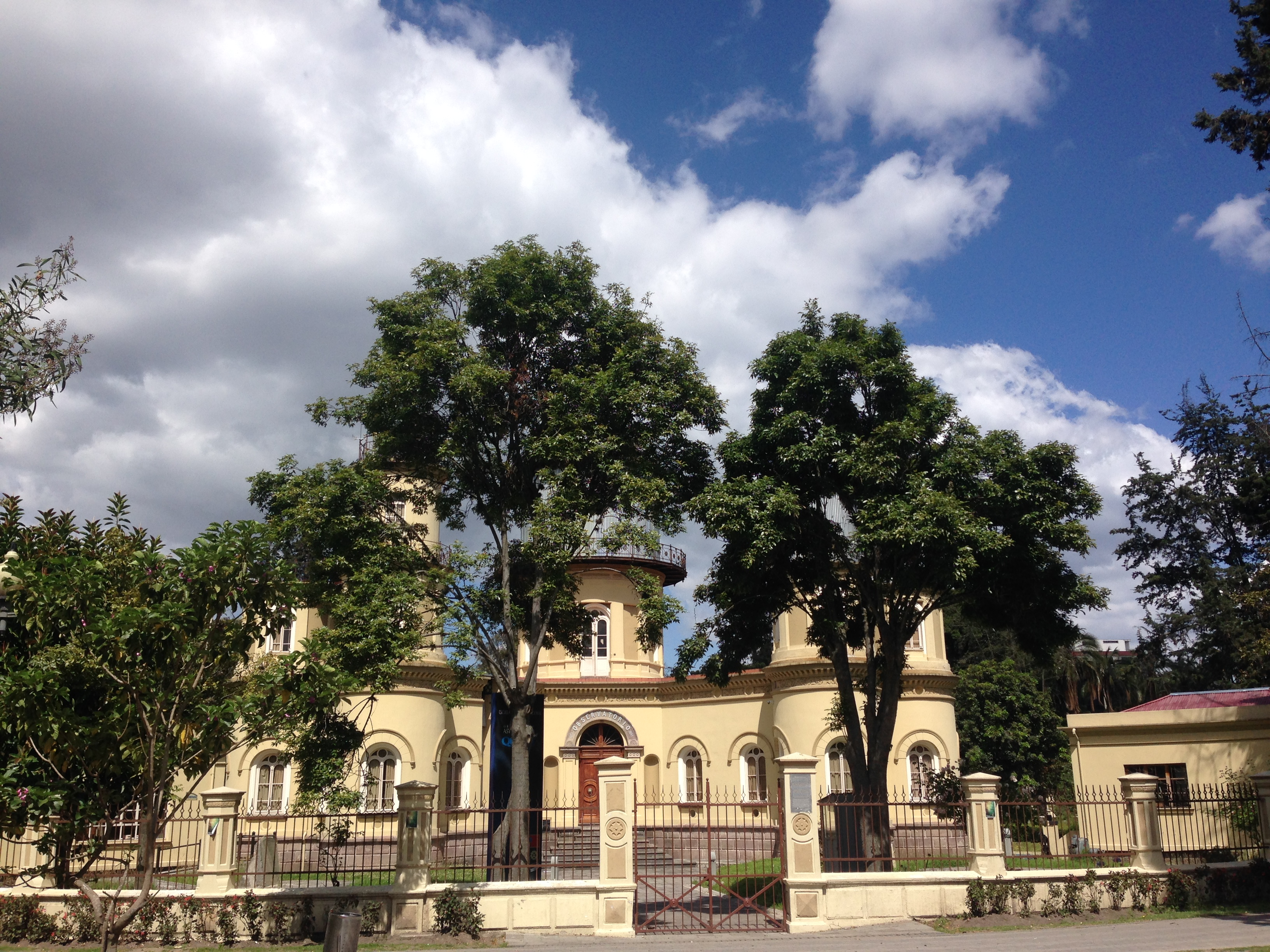
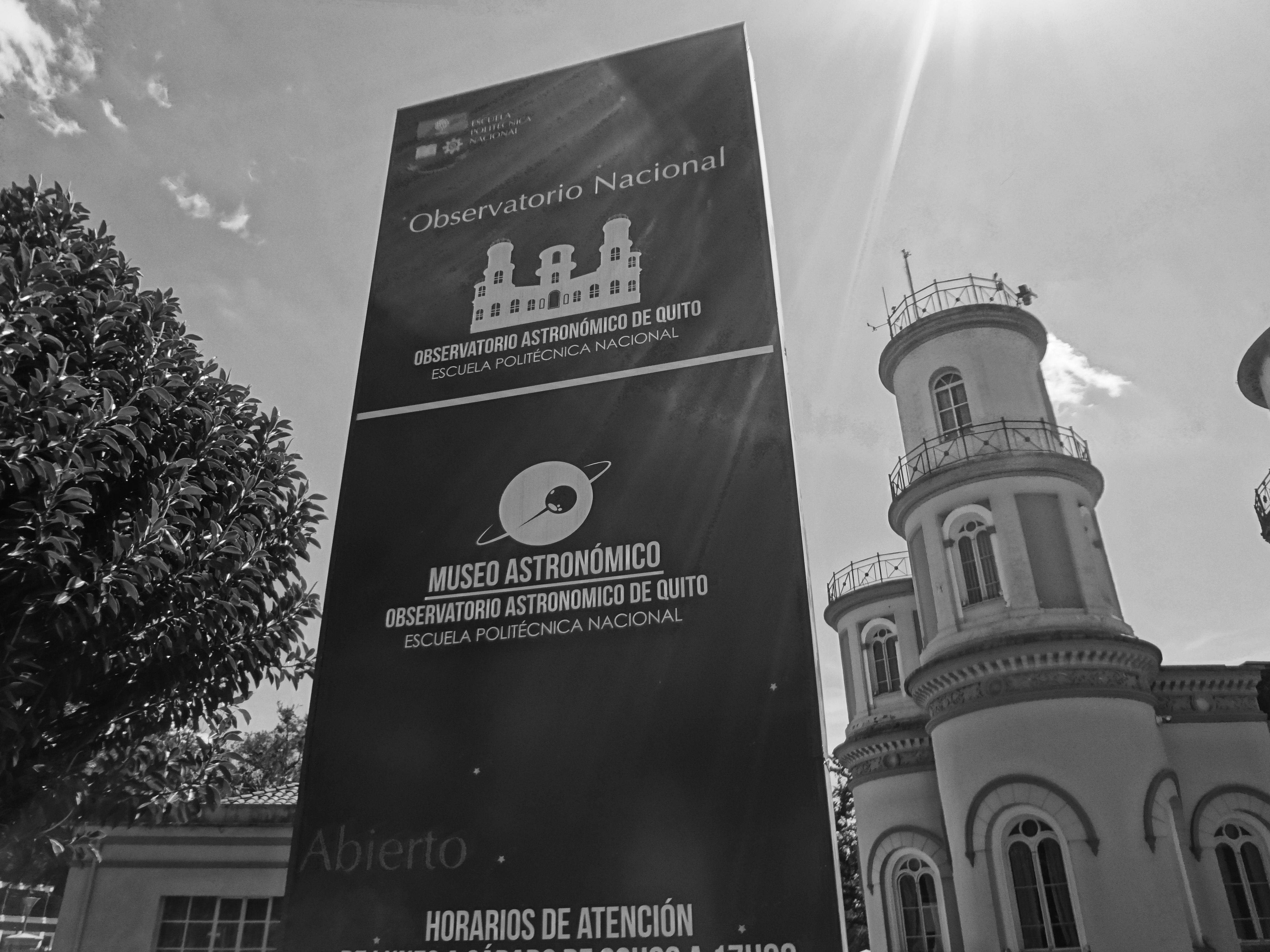
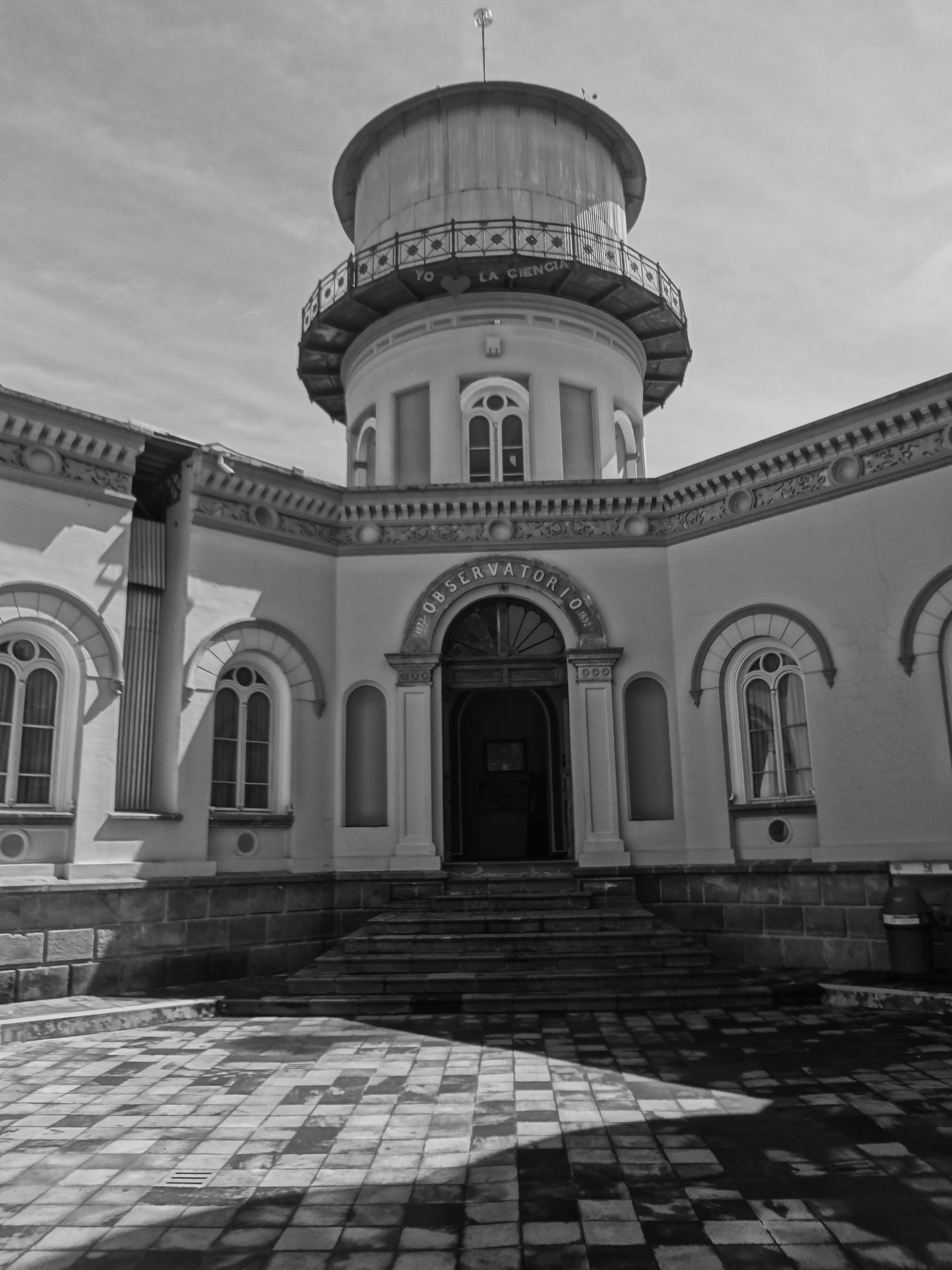
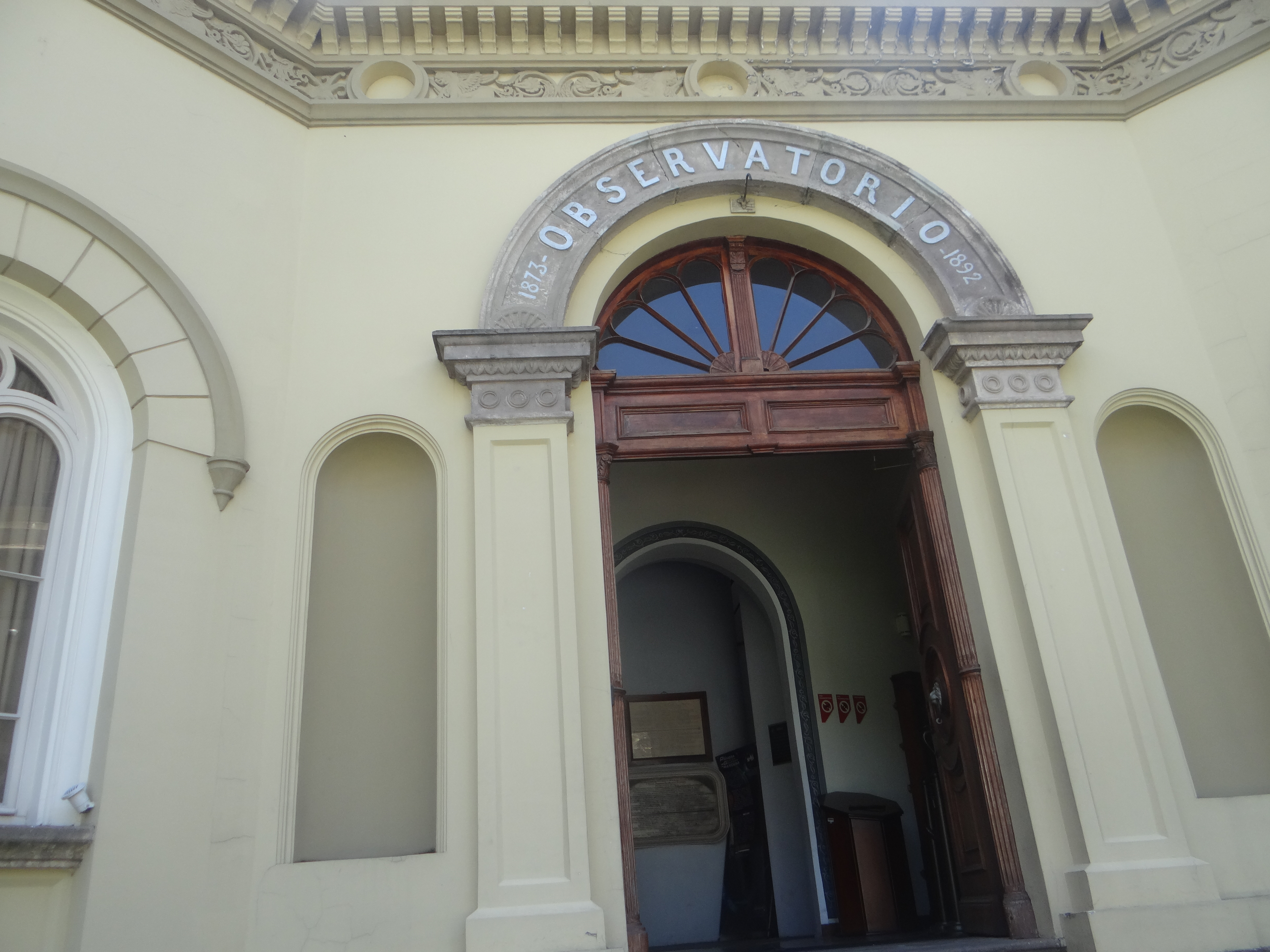
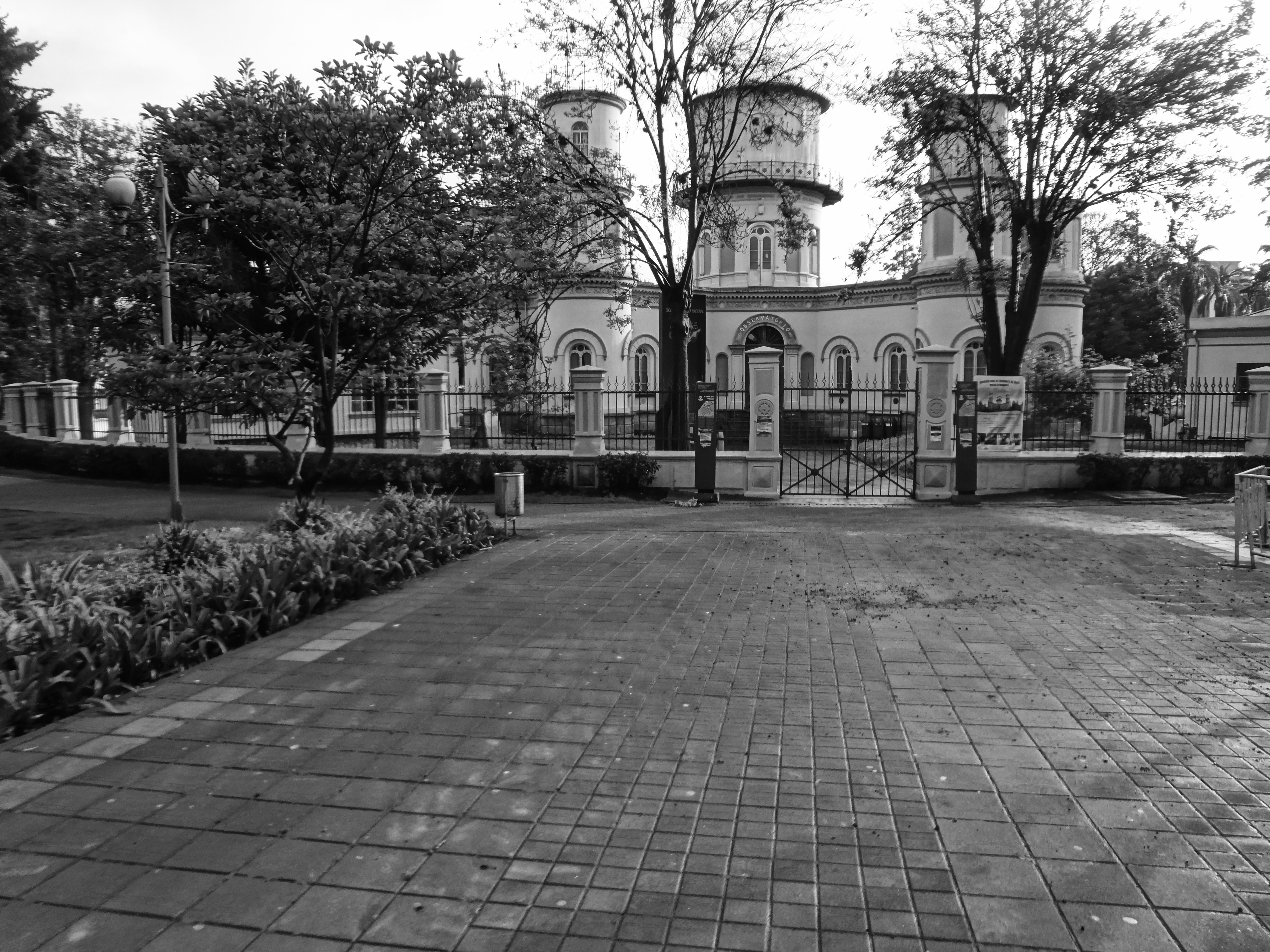
Galeria de Fotos OAQ

### Museo de Historia Natural Gustavo Orcés V.
El Museo de Historia Natural Gustavo Orcés V. lleva el nombre en honor de El Profesor Gustavo Orcés (1911-1999), asume la dirección en 1952 hasta 1990. Efectuó valiosas contribuciones a los diferentes grupos de vertebrados del Ecuador, mediante artículos científicos publicados en revistas extranjeras y en la Revista Politécnica. El Profesor Orcés fue el pionero de las investigaciones de la fauna del Ecuador. 
El Instituto de Ciencias Biológicas de la Escuela Politécnica Nacional comprende dos secciones: el Centro de Información y de Investigación de Zoología de Vertebrados y el Museo de Historia Natural Gustavo Orcés V. El instituto, por más de medio siglo se ha dedicado al estudio de la fauna ecuatoriana; sus inicios se remontan a 1946, con la llegada de la Misión Universitaria Francesa. Uno de sus miembros, el profesor Robert Hoffstetter se encargó de los estudios zoológicos y paleontológicos. 
En ese tiempo, el Instituto realizó investigaciones principalmente paleontológicas. Se empezó el estudio del material de fósiles y vertebrados actuales colectados por el profesor austriaco Franz Spillmann. El primer director fue R. Hoffstetter, quien estuvo al frente del Instituto desde 1946 hasta 1952, período en el cual incrementó la colección paleontológica y realizó numerosas investigaciones cuyos resultados dio a conocer en sus publicaciones relacionadas con los mamíferos del Pleistoceno del Ecuador.

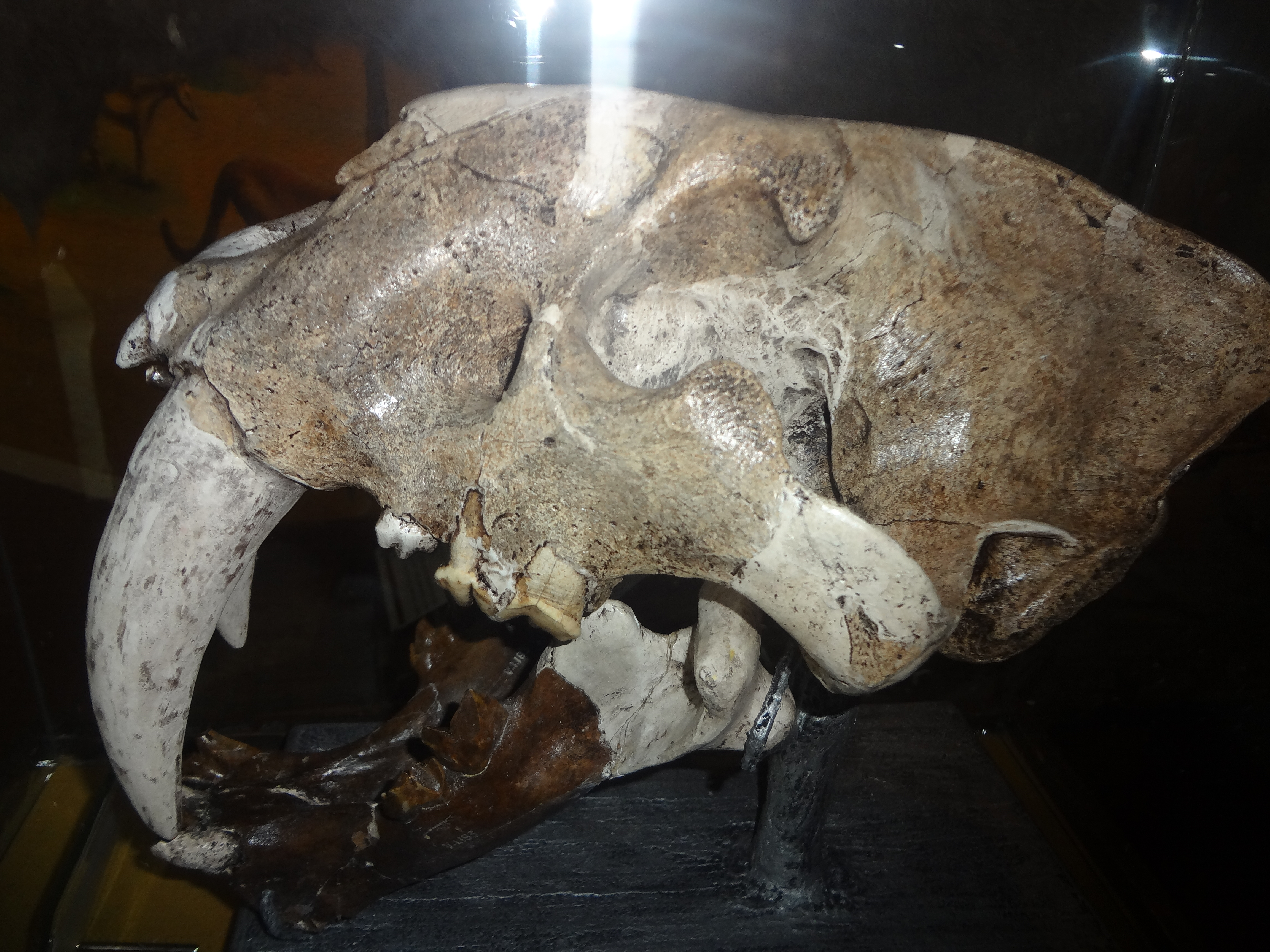

### Acelerador de Electrones
La Facultad de Ingeniería Química y Agroindustria, mediante el Departamento de Ciencias Nucleares realiza investigaciones sobre aplicaciones usando un acelerador de electrones. Las actividades docentes que se realizan son en calidad de agua, química analítica, tratamiento de efluentes y control automático. Los servicios que ofrece actualmente se enfocan en:
- Análisis físico-químico y microbiológico de aguas y suelos.
- Irradiación y Esterilización

## Empresas

### EPN-TECH EP
En junio de 2014, se creó la Empresa Pública de Administración y Gestión de Servicios y Productos de Investigación de la Escuela Politécnica Nacional, cuya finalidad es convertirse en una entidad que promueva una relación permanente de la Escuela Politécnica Nacional con el entorno local, nacional e internacional; generando un vínculo con los procesos de docencia e investigación, a través de procedimientos regulados, en el marco de una oferta permanente de servicios que aporten a la investigación, al desarrollo y la transparencia de tecnología.

## Investigación

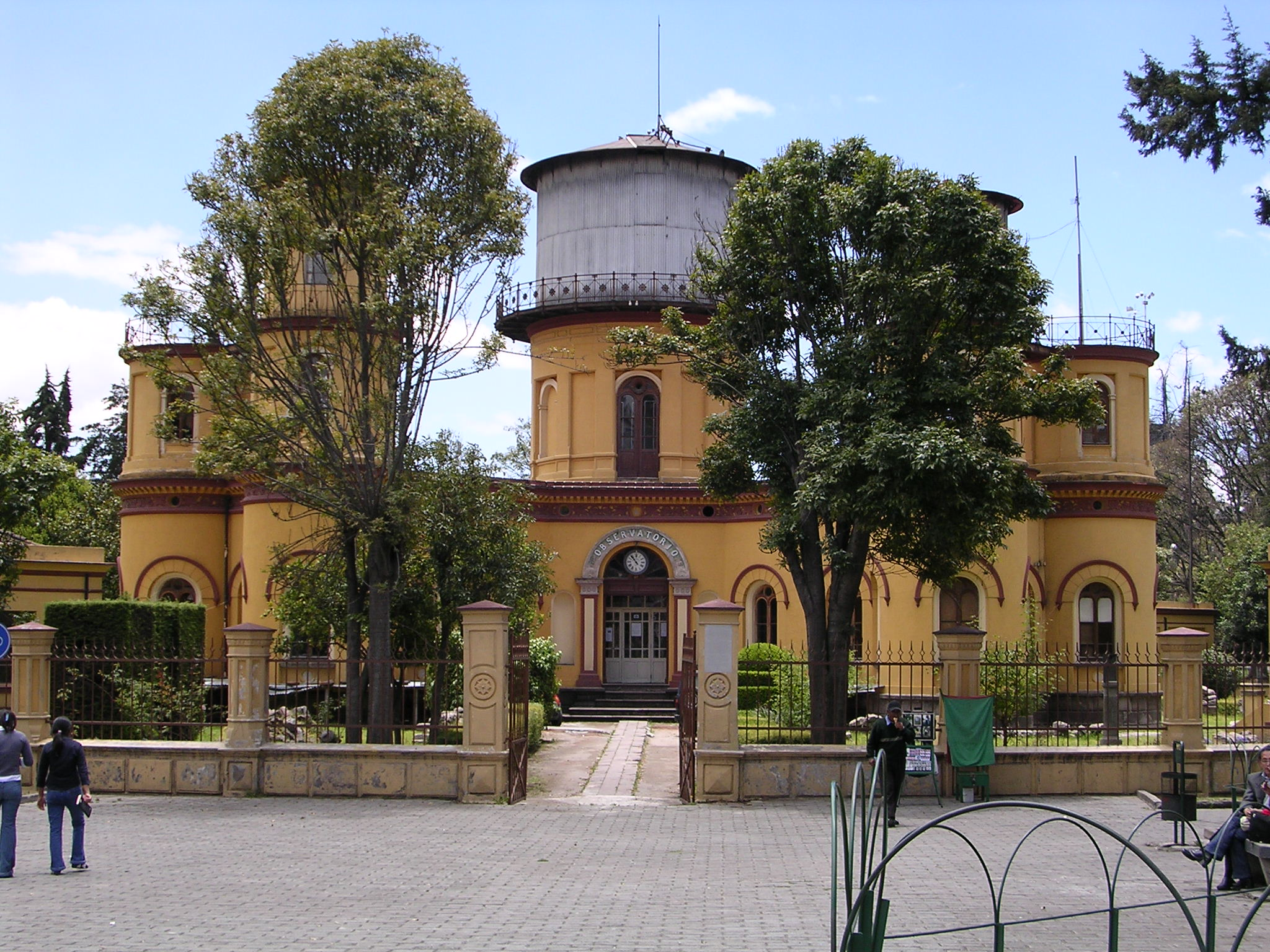
Observatorio Astronómico de Quito (OAQ), ubicado en el parque La Alameda de Quito y es administrado por la CEC.

La Escuela Politécnica Nacional se ha caracterizado, desde su fundación, por tener una cultura de investigación y ha estado presente en el ámbito científico del país, aportando al desarrollo nacional en los diferentes campos de su quehacer.
Desde sus inicios se destacan las obras de científicos como: Juan Bautista Menten, quien se encargó de la construcción e instalación del Observatorio Astronómico de Quito, Teodoro Wolf, autor de la Geografía y Geología del Ecuador y fundador del Museo Mineralógico y Luis Sodiro, fundador del Jardín y Museo Botánico.

### Áreas de investigación
Como resultado de un análisis técnico-científico, basado en la consideración de algunos parámetros como una fuerte inversión en equipamiento, número de publicaciones en revistas indexadas, generación de proyectos de investigación, impacto social, prestación de servicios y alineación con el Plan de Desarrollo Nacional, y con la finalidad de fortalecer la integración multi e interdisciplinaria, así como la posibilidad de presentar programas muy sólidos a las distintas instancias gubernamentales y a otros organismos, tanto nacionales como internacionales, para la obtención de financiamiento, se ha observado que en algunas áreas de investigación se han fortalecido grupos e infraestructura de investigación que podrían ser potenciados a futuro en el marco de un impulso institucional a la investigación y que podrían articularse con los procesos de formación a nivel de pre y posgrado y la prestación de servicios científico-tecnológicos.
Por consiguiente, se ha considerado conveniente identificar algunas áreas prioritarias de Investigación Institucionales:
- Astrofísica:

- Geofísica: Desde 1983, el Instituto Geofísico de la EPN es el principal centro de investigación para el diagnóstico y la vigilancia de los peligros sísmicos y volcánicos los cuales pueden causar gran efecto en la población, en los proyectos de inversión, en el entorno natural. El Instituto Geofísico de la EPN es la unidad investigativa de mayor producción al interior de la Institución. Su trabajo tiene un elevado impacto nacional e internacional, que además muestra un crecimiento continuo. Por esto se considera importante fortalecer al Instituto y aprovechar su infraestructura y equipamiento para promover el desarrollo de áreas afines y complementarias.

- Automatización e instrumentación: En el área institucional de Instrumentación, Automatización y Sistemas Inteligentes (IASI), desarrolla proyectos de investigación, que se soportan en las cuatro líneas de investigación: Robótica y Sistemas Inteligentes (RSI), Técnicas de Control (TEC), Sistemas de Medición (SIM), Electrónica de Potencia (EPO)

- Ciencias Biológicas – Biotecnología – Ciencias Ambientales: En estas áreas se cuenta con al menos cuatro investigadores y dos laboratorios asociados con una significativa producción científica y técnica. Adicionalmente, estas áreas abordan temáticas directamente relacionadas con algunos de los más importantes objetivos nacionales y globales.

- Energía - Ciencia nucleares - Eficiencia energética:
- Ingeniería de Alimentos y Biotecnología

- Materiales y Nanotecnología:

- Modelización Matemática: En este ámbito, es necesario destacar el trabajo del Centro de Modelización Matemática (ModeMat), que alberga a un conjunto de profesores de la EPN e investigadores Prometeo trabajando en torno a un conjunto de líneas de investigación. La administración del centro es compartida por la EPN y SENESCYT. El Centro está afiliado a la EPN, pero tiene un carácter nacional, lo que significa que los investigadores de otras instituciones de educación superior y centros públicos de investigación pueden proponer proyectos dentro de las áreas de investigación identificadas. El apoyo financiero de los proyectos puede provenir de diferentes fuentes.

- Recursos hídricos: En este ámbito existen al menos un investigador con una producción científica significativa. Además existe un centro al cual están asociados varios profesores de larga trayectoria y gran experiencia. Por esto se puede decir que existe una base sobre la cual se puede potenciar la investigación inter y multidisciplinaria.

### Red Ecuatoriana de Universidades para Investigación y Postgrados
Desde 2012, la Escuela Politécnica Nacional, junto con otras 10 universidades públicas del Ecuador, fundaron la Red Ecuatoriana de Universidades para Investigación y Postgrados, cuya finalidad es unir esfuerzos y trabajar en conjunto en las áreas de docencia, investigación y transferencia tecnológica.

### Laboratorio de Desarrollo de Aplicaciones Interactivas para TV Digital
La Facultad de Ingeniería Eléctrica y Electrónica, mediante el Departamento de Electrónica, Telecomunicaciones y Redes de Información, mantienen un acuerdo con el Ministerio de Telecomunicaciones y de la Sociedad de la Información de Ecuador y el Ministerio de Comunicaciones de Brasil sobre investigación y desarrollo de aplicaciones interactivas para la implementación de Televisión Digital en el país.

## Exalumnos, docentes e integrantes destacados a lo largo de la historia
- Douglas Moya, ingeniero electrónico y físico. Experto en mecánica cuántica. Actualmente profesor de la Facultad de Ingeniería Eléctrica y Electrónica
- Luis A. San Andrés, ingeniero Mecánico-EPN, Ph.D. Mechanical Engineering Texas A & M University. Actual profesor de Texas A & M e investigador, profesor invitado en universidades de Korea, Brasil, Singapur, Japón, más de 150 artículos en revistas indexadas y 669 citaciones.
- Claudio A. Cañizares, Ingeniero Eléctrico, Ph.D. University of Wisconsin-Madison. Profesor y Directivo del Departamento de Ingeniería y Computación de la Universidad de Waterloo. Profesor visitante a Universidades de España, Suiza, Italia.etc. Autoridad mundial sobre estabilidad de Voltaje en Sistemas Eléctricos de Potencia. Más de 200 artículos téncnicos publicados en Revistas y Conferencias.
- Aguirre Hernan, investigador de la Universidad Shinshu en campos de Inteligencia Computacional, Soft Computing, Evolutionary Computation, Multidisciplinary Design Optimization, Many Objectives Optimization.
- Pablo Coronel, Ingeniero Químico (1995), PhD North Carolina State University (2005). Investigador en el campo de ingeniería de procesamiento de alimentos, e innovación tecnológica. Sus investigaciones en el campo de integración de microondas para procesamiento aseptico y tecnologías de validación de procesos térmicos son reconocidas a nivel mundial.[34][35]
- Juan Carlos de los Reyes, es matemático e investigador, profesor de la Escuela Politécnica Nacional, y desde noviembre de 2016, miembro de The World Academy of Sciences (TWAS).
- Antonio Sánchez C., ingeniero Civil, Alumno fundador de la Politécnica de Quito, inicia sus estudios en 1870[36] fue becado por el Gobierno del  Dr. Gabriel García Moreno y formado por los sabios alemanes que vinieron a formar a nuestros alumnos. Se gradúa como ingeniero Civil el 24 de septiembre de 1877. En su vida profesional además de ejercer como ingeniero civil,  fue catedrático en la Universidad Central del Ecuador. Entre sus obras profesionales destaca "Casa Guarderas" [37] en la ciudad de Quito. Es bisabuelo del ingeniero informático Byron Gustavo Valdivieso Andrade (1970 Quito).